# Feh
Feh bezeichnet das für Kleidungszwecke verwendete, graue Winterfell mit weißer Bauchseite des Eichhörnchens, insbesondere das der östlichen (sibirischen) Unterart.
Felle aus anderen Gegenden mit gleichem Charakter und ähnlichem Aussehen – dichtes Fell mit grauem Rücken und weißem Bauch – werden gegenüber dem Endverbraucher meist ebenfalls als Fehpelz angeboten. Rotbraune oder sonstige abweichende Varianten sollten mit ihrer Herkommensbezeichnung genannt werden, zum Beispiel „kanadisch Feh“. Die Verarbeitung der Rückenfelle und der Bauchfelle (Wammen) erfolgt meist getrennt, sie kommen in der Regel bereits je zu Tafeln vorkonfektioniert in den Großhandel.
Felle von Eichhörnchen, insbesondere grau-weiße nordischer Länder, waren nicht nur im Mittelalter sehr geschätzte Rauchwaren. In Zeiten der Kleiderordnungen war es ein Adel und Würdenträgern vorbehaltenes Pelzwerk. Das geringe Gewicht macht es besonders zur Verwendung für Innenfutter geeignet. Im Jahr 1851 wurde das Gewicht eines aus ganzen Fellen gearbeiteten Futters mit 25 englischen Ounces angegeben (ca. 700 Gramm). Bei einer Einteilung der Tierpelze in die Feinheitsklassen seidig, fein, mittelfein, gröber und hart wird das besonders weiche Fehhaar als seidig eingestuft.
Eichhörnchenhaare werden unter der Bezeichnung Fehhaar auch zu feinen Pinseln verarbeitet. Vorzugsweise wird der Schwanz, fachsprachlich „Schweif“, von russischen und kanadischen Eichhörnchen verwendet. Pinsel aus Fehhaar werden unter anderem als Rouge- und Puderpinsel, Aquarellpinsel oder als Anschießer zum Auftragen von Blattgold verwendet. Von Schweifdrehern zu danach üppiger aussehenden Schweifen verdrehte Fehschwänze waren einmal ein häufiger Artikel in der Pelzindustrie, aus dem von Kürschnern und darauf spezialisierten Fehschweifverarbeitern Kragen, Capes und andere Kleinteile hergestellt wurden.
In der Wappenkunde ist das Feh, vor Kürsch und Hermelin, die häufigste Variante heraldischen Pelzwerks – siehe dazu Feh (Heraldik).

## Bezeichnung
Das Wort „Feh“, früher auch „Veh“ geschrieben, geht auf mittelhochdeutsch vēch zurück, was ein buntes Pelzwerk bedeutete, vornehmlich vom Eichhörnchen, aber bis ins 17. Jh. auch vom Hermelin. Die Übertragung auf das sibirische Eichhörnchen im Besonderen ist frühmodern. Das Wort ist abgeleitet von dem veralteten Adjektiv fech, feh, von althochdeutsch fēh („bunt, gefleckt“). Im Altfranzösischen entspricht semantisch vair, abgeleitet von lateinisch varius („verschieden“), das mit dem deutschen Feh aber nicht etymologisch verwandt ist.
Veder bezeichnete das, worunter wir heute Pelzfutter und Pelzbesatz verstehen. Wenn in alten Urkunden „werk“ erwähnt wird (was eigentlich Pelzwerk überhaupt bedeutet), so sind immer die Eichhornfelle, das heißt Feh, damit gemeint. Damals unterschied man Rotwerk (Sommerfelle oder Feh mit rotbraunem Rücken), Grauwerk und Schwarzwerk (Felle mit dunkelgrauem Rücken). Wurden Rücken und Wamme (Bauchfell) in einem verarbeitet, so wurde die Bezeichnung Buntwerk gebraucht. Der Rücken allein hieß Kürsch, Grauwerk, Kleingrau oder auch Kleinspalt. Setzte man auf die Mitte der Fehwamme die Ohren auf, so trug es den Namen Schönwerk. Wurde allein von Werk gesprochen, so wurde darunter immer Eichhörnchen bzw. Feh verstanden. Die zusätzlichen Farben grün und gelb waren eher zufällig durch einen Oxydationsvorgang entstanden. Die russischen Eichhornjäger machten die Felle mit einer Kräuterbeize haltbar, die im Laufe der Zeit hellgraue Rücken grün und die weiße Wamme gelb färbte. Rotes und grünes Feh waren jahrhundertelang nur hochrangigen Personen gestattet.
Falsches Werk waren Imitationen vor allem aus weißen oder bläulichen Hermelin, im Gegensatz zum reinen Werk.
Wird heute für nichtrussische Eichhörnchenfelle im Handel die Bezeichnung Feh verwendet, sollte die Herkunft mit angegeben werden, z. B. Amerikanisch Feh für Felle des nordamerikanischen Grauhörnchens.

## Geschichte

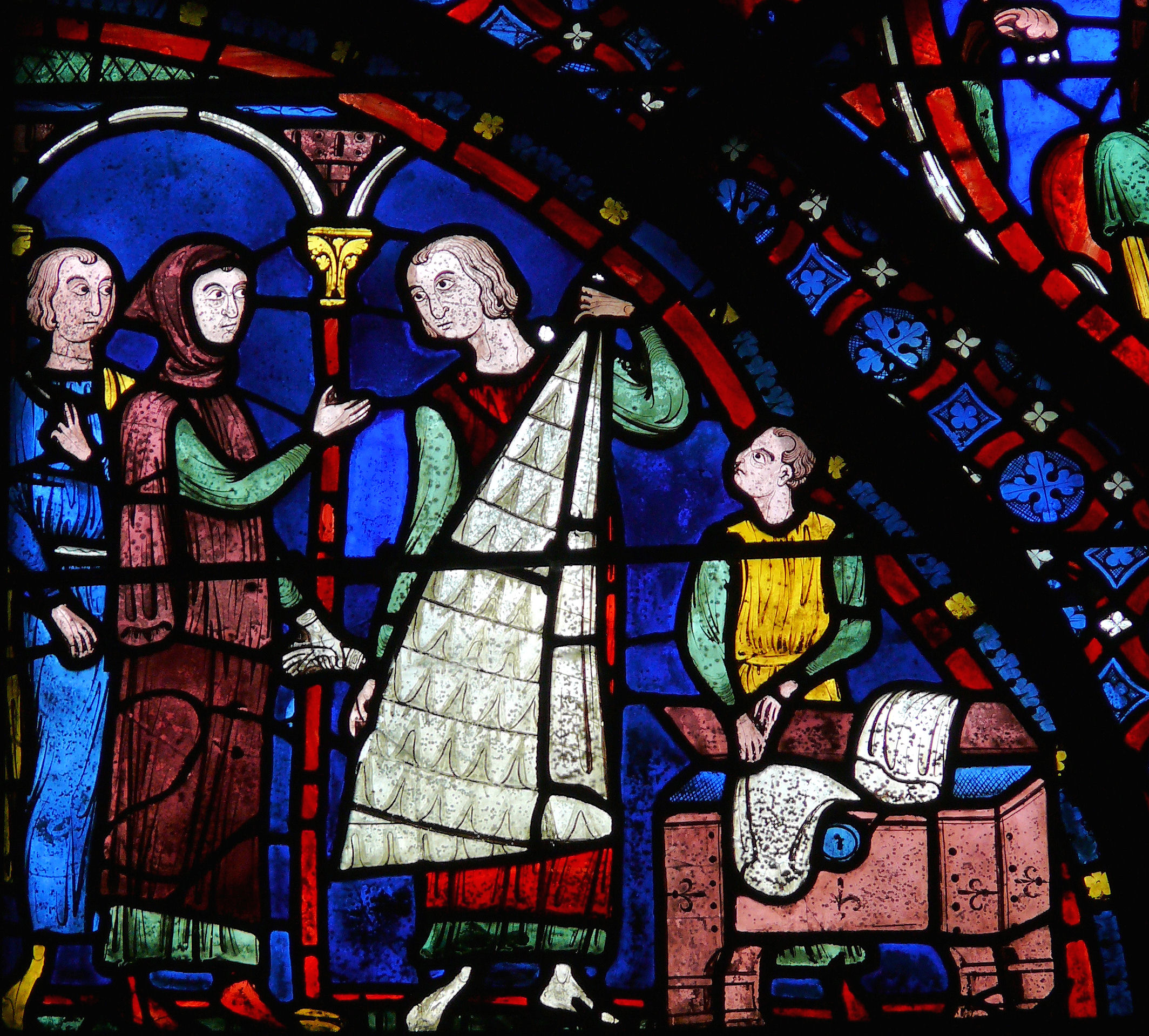
Kathedrale von Chartres: Der Kürschner zeigt Kunden Fehwammenfutter
(zwischen 1215 und 1240)

Eines der ältesten aufgefundenen Bekleidungsstücke überhaupt bestand aus Eichhörnchenfell. Es fand sich in der italienischen Höhle von Arene Candide. Dem als Kleiner Prinz bezeichneten Mann, der vor etwa 23.000 Jahren beigesetzt wurde, war ein Pelzumhang beigegeben worden, der aus 400 Vertikalstreifen aus Eichhörnchenfellen bestand. Die mit aufgefundenen 423 Schwanzknochen wurden dem Umhang zugeordnet.
Ein weiterer noch erhaltener Eichhornpelz fand sich, neben anderer Pelzkleidung, im zweiten Grabhügel (Kurgan) von Pazyryk im Altai aus dem 4. Jahrhundert vor unserer Zeitrechnung, ein Mantel, der einer skythischen Fürstin mit ins Grab gegeben wurde, als sie ihrem erschlagenen Ehemann in den Tod folgen musste.
Bereits in der arabisch-normannischen Zeit (etwa 9. bis 13. Jahrhundert) gehörte das Feh neben dem Fuchsfell zu den begehrtesten Handelsartikeln. Die Pelzjacke spielte bei den Normannen eine wesentliche Rolle. Im Altfranzösischen hieß sie „une gupe de gris“, auch „jupe de gris“, woraus später „jupon“ und bei uns „Juppe“ oder „Joppe“ (anderes Wort für Jacke) wurde. Das „de gris“ bedeutet „Grauwerk“, im heutigen Französisch „petit gris“, zu deutsch Fehfelle.
Kleidung aus Feh diente in früherer Zeit als Statussymbol, im Mittelalter war es zeitweilig nur dem Adel und hohen Würdenträgern gestattet, Feh zu tragen (siehe auch das Cape des Stiftsherren, die Almutia). Thomas de Coucy wird von französischen Historikern zugeschrieben, dass er der Erste gewesen sei, der ein Innenfutter aus rötlichen Eichhörnchenfellen als Standeszeichen trug. Es heißt, dass er es während des Ersten Kreuzzugs von 1096 über sein Schild geworfen hatte. Viele weitere Heerführer folgten seinem Beispiel, sie zeigten Fehfell als Schildzier oder als Banner.
Philip der Lange verbrauchte allein 6364 Eichhörnchenfelle für die Verbrämung seiner Garderobe, für ein einzelnes Kleidungsstück allein 1500 graue Felle. Welch hohen gesellschaftlichen Wert dem Fell damals beigemessen wurde, veranschaulicht der Vorwurf des Beichtvaters König Ludwig des Heiligen, Robert de Cerbon (Sorbon), und die Erwiderung des Jean de Joinville, in der er sich auf sein angestammtes Recht beruft, Fehfell zu tragen (Dialog aus den Memoiren des edlen Herrn von Joinville, Senechal der Champagne, 13. Jahrhundert):

„Ihr seid nobler gekleidet als der König, denn ihr traget Buntwerk und grün, was der König nicht tut. Ich antwortete ihm aber: Meister Robert, Ehre eurem Stande, ich glaube nicht Unrecht zu haben wenn ich mich in Buntwerk und grün kleide, denn dieses Kleid ließ mir mein Vater und meine Mutter; aber ihr habt kein Recht dazu, denn ihr seid der Sohn unedler Leute und ihr tragt nicht das Kleid eures Vaters und eurer Mutter und ihr seid bekleidet mit einem reicheren Mantel wie der König selbst.“

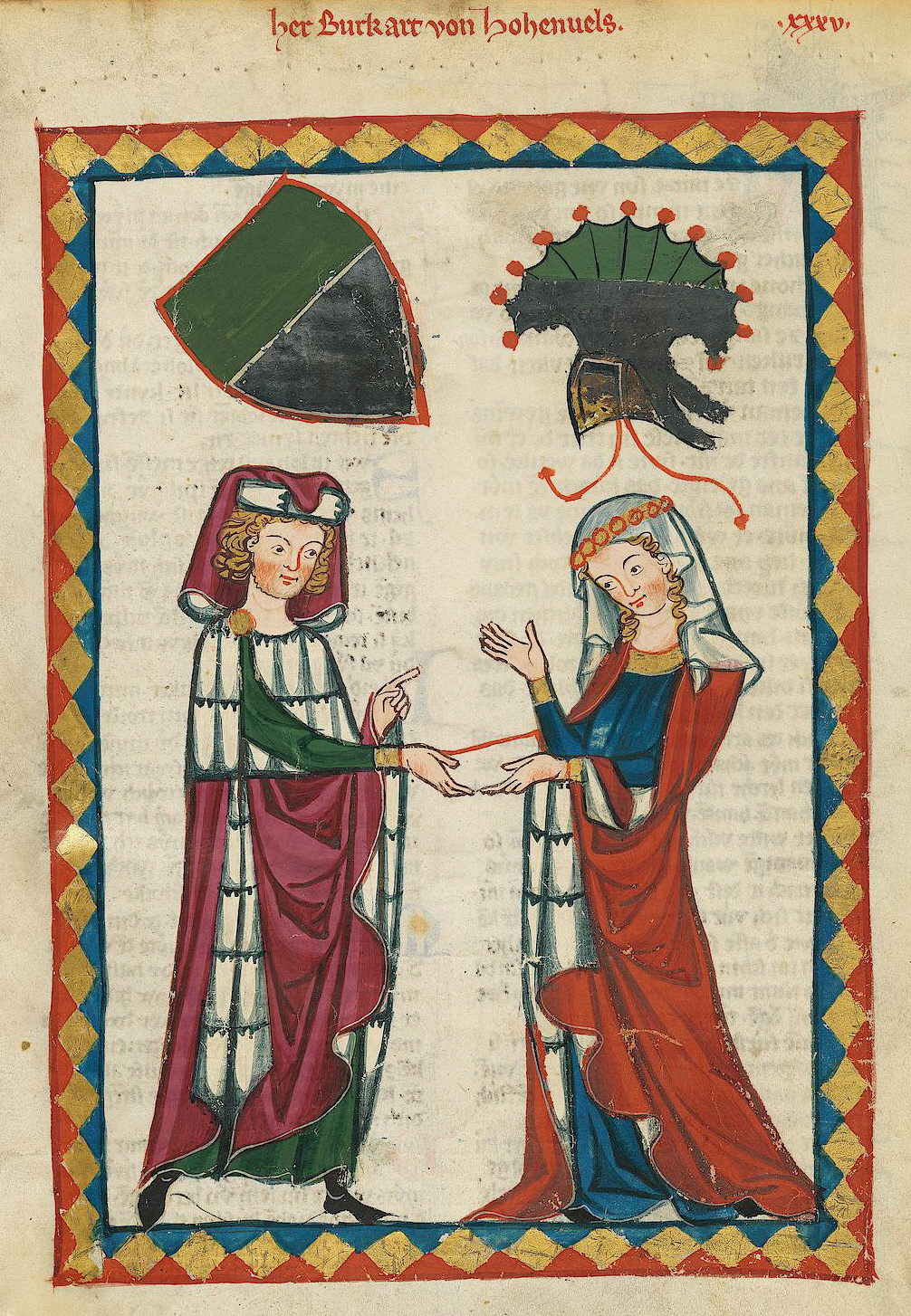
Schönwerk in der Manessischen Liederhandschrift (zwischen 1305 und 1340)

Die charakteristische Zeichnung des Buntwerks, das neben Zobel und Hermelin zu den begehrtesten Pelzwerken des Mittelalters gehörte, findet sich als meistgebrauchtes Zeichen in den Wappen der Kürschner. In den großen Städten waren die Kürschner teils spezialisiert, die Buntmacher arbeiteten Feh- und Hermelinpelze, die übrigen Kürschner nutzten die einheimischen Fellarten.

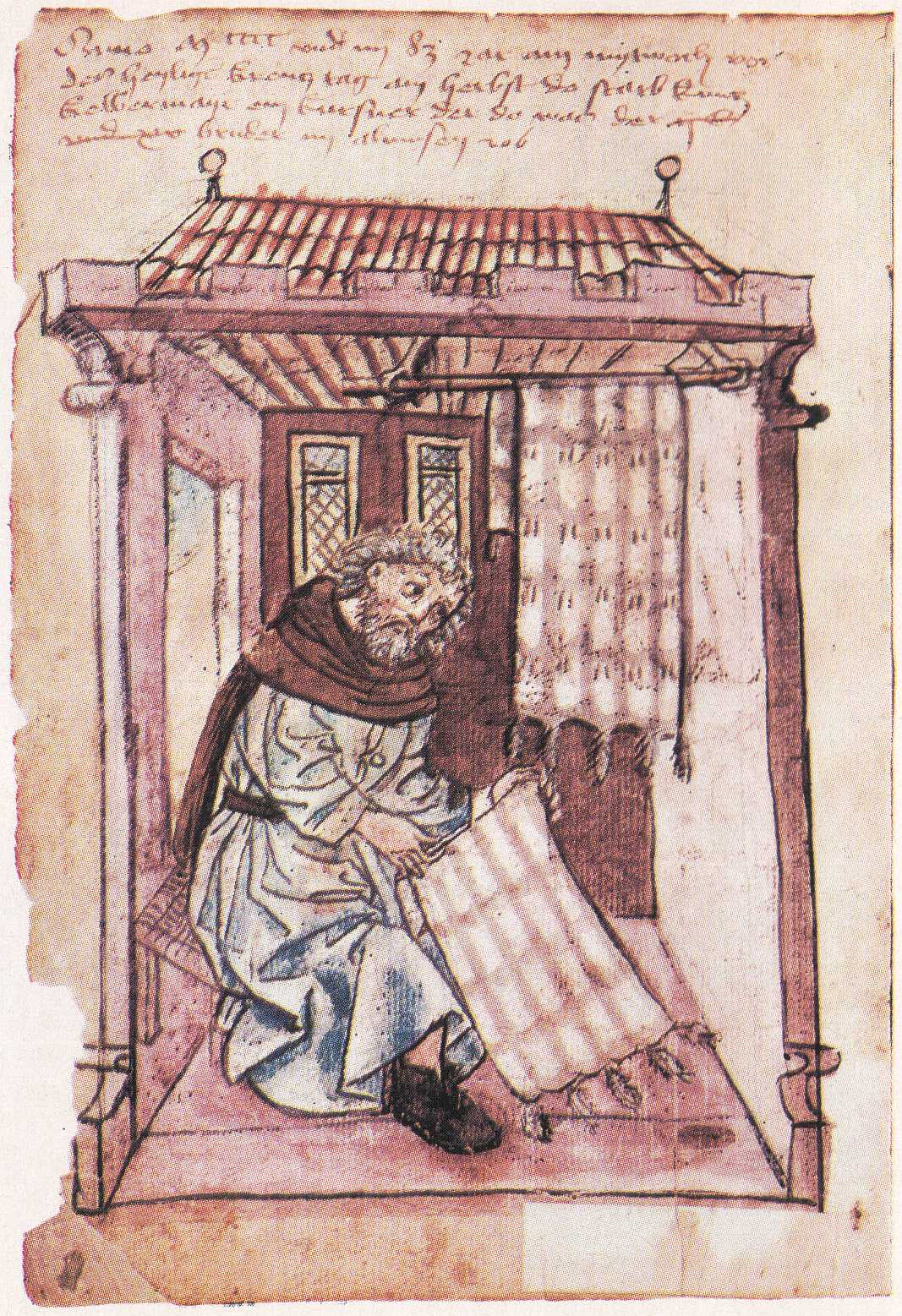
Kürschner Kunz Kälbermayr mit Fehwammenfuttern, oben unter Verwendung der Fehohren (Hausbuch der Mendelschen Zwölfbrüderstiftung, Nürnberg 1426–1549)

Die zeitweise enorme Verbreitung sieht man in der Manessischen Liederhandschrift. Sie zeigt Fehfutter, Fehbesätze, Kopfbedeckungen, sogar Kronen aus Fehfell in der Verarbeitung zu Schönwerk in den meisten Personendarstellungen der insgesamt 138 Miniaturen.
Äbtissin Herrad von Landsberg, eine Tugendwächterin des Mittelalters, führte in ihrer Liste der zur Sünde verführenden Gegenstände einen mit buntem Feh gefütterten Mantel auf, „er galt in ihren Augen als große Versuchung für Männer und Frauen, den Pfad der Tugend zu verlassen“. In einem damals viel gelesenen französischen Roman des Garin le Loherain lässt der einen Vater in das Poesiealbum seiner Tochter schreiben: „Nicht Buntwerk noch Grauwerk ist allein Reichtum. Das Menschenherz ist mehr wert als, als alles Gold eines Landes“.
Neben den gewerblichen Fallenstellern wurde in Sibirien das Fallenstellen stets in größeren Gesellschaften durchgeführt, den sogenannten „Artelj“, hauptsächlich im Winter, der für das Fell besten Jahreszeit. Zweckmäßigerweise sind dann auch die Fährten im Schnee besser zu erkennen. Auch wurde die Flinte von den Einwohnern zur Jagd benutzt. Jedoch hatte sie um 1900 bei weitem noch nicht Pfeil und Bogen verdrängt. Das lag zum Teil an den hohen Flintenpreisen, aber auch daran, dass Pfeil und Bogen in mancher Hinsicht für die Eichhörnchenjagd zweckmäßiger sind: „Diese primitiven Jagdgeräte haben abgesehen von ihrer Billigkeit als eigene Fabrikate noch den nicht zu unterschätzenden Vorteil, das die Bewohner des Waldes nicht durch Schießen erschreckt und verscheucht werden, dazu liefert, was die Hauptsache ist, der in breitem stumpfen Knopf endende Pfeil die Beute unverletzt in die Hände des Jägers, indem man durch einen sichern Schuss nach dem Kopfe das Tier betäubt und dann erschlägt.“
In den 1880er Jahren war Feh ein ausgesprochener Kinderartikel, insbesondere für Garnituren, bestehend aus Fehmuff, -mütze und -schal. Erst als mit zunehmendem Verbrauch das Material knapper wurde, gewann der Fehpelz wieder an Wert. Der Fehrückenmantel aus schwerem, reinem Material wurde jetzt als Luxusstück angesehen, „die eleganteste Dame trug ihn“. Auch wurden aus Grauwerk „Morgenpelze“ in Form von Schlafröcken gefertigt, sowie Pelze und „Halbpelze“ für Frauen. Im Innern Russlands wurde daraus der nationale ärmellose Überwurf der Frauen, die Duschegreika (das heißt „Seelenwärmer“) gearbeitet, die vom Mittelstand auch in St. Petersburg häufig getragen wurde. Außerdem wurden Eichhornfelle als Besatz auf Mützen, Kragen, Kleidern und als Unterfutter in Pelze u. s. w. verarbeitet. Nach dem Ersten Weltkrieg wurde die Fellart „durch die hohen Preise vom Markt genommen“ und die damit beschäftigten Kürschner mussten sich „bedeutend umstellen“.
Zu den nichtgrauen Eichhörnchenfellen schreibt Georg Jacob 1891: „Was die Farbe anlangt, so kommen rote Eichhörnchen bei uns garnicht  in den Handel; mir sind nur graue und weisse zu Gesicht gekommen (letztere Bauchteile derselben Thiere); Leipziger Pelzhändler beziehen sie aus Russland“.
Erst 1895 gelang es der Leipziger Firma A. B. Citroen, Fehfelle in Deutschland fabrikationsmäßig braun (nerzfarbig) zu färben. Bis dahin hatte die Firma Lacourbat (gegründet 1860) in Lyon praktisch das Monopol auf die gefragte Braunfarbe. Dieser Erfolg gab den Anstoß zur Entwicklung weiterer Pelzfarben durch die deutsche Farbenindustrie.
Als die erste Fehhandlung wird die Firma J. C. Keller & Sohn in Weißenfels genannt. Die sächsische Stadt Weißenfels war bis zum Ersten Weltkrieg der Ort der deutschen Fehzurichtung (Gerbung) und Fehtafelfabrikation. Dort beschäftigten sich fast alle berufstätigen Frauen bis zur Einführung der Pelznähmaschine im ersten Drittel des 20. Jahrhunderts in Heimarbeit mit dem Nähen von Fehfuttern. Ein englisches Pelzfachbuch vermerkte, „die besten werden im deutschen Weißenfels zugerichtet und sortiert. Und zwar ist dieser kleine Ort, Weißenfels in der ganzen Welt bekannt für seine Fehfelle und -futter. 500.000 Fehfelle werden jährlich zugerichtet, sie verschaffen 6000 Arbeitern, Frauen und Kindern Beschäftigung“.
In Russland befanden sich in der Rauchwarenbranche berühmte Fehzurichtereien im ehemaligen Gouvernement Wjatka in den Orten Spasskoje und Slobodskoi bei Wjatka, in denen ebenfalls Fehfutter hergestellt wurden. Die Fehfellspezialisten in Wjatka, Gebr. Roloff, Moronoff, und Plusnin hatten ihre Zurichtereien und Fabriken vorwiegend in Selo (Dorf) Slobodskoi und Kargopol im Gouvernement Archangelsk. Diese Firmen beschäftigten die gesamte Bevölkerung dieser Orte mit Heimarbeit. Ihre Fabrikate waren „im In- und Ausland rühmlichst bekannt und wurden von allen anderen Fabrikaten bevorzugt.“ England und Amerika waren dafür die Großabnehmer, ein bedeutender Teil ging nach Leipzig. Slobodskoi verfügt auch heute noch über eine bedeutende Pelzverarbeitungsfabrik, die zu den größten Russlands gehört. Die aus europäischen Fehfellen gearbeiteten Fehfutter kamen unter dem Namen „Russki“ in den Handel, die aus uralischem Feh hergestellten als „Sawodski“ (Sawod = russisch: Fabrik), Ural-Sawodski-Feh waren also aus dem uralischen Industriegebiet stammende Feh.

Klerikale Fehkleidung
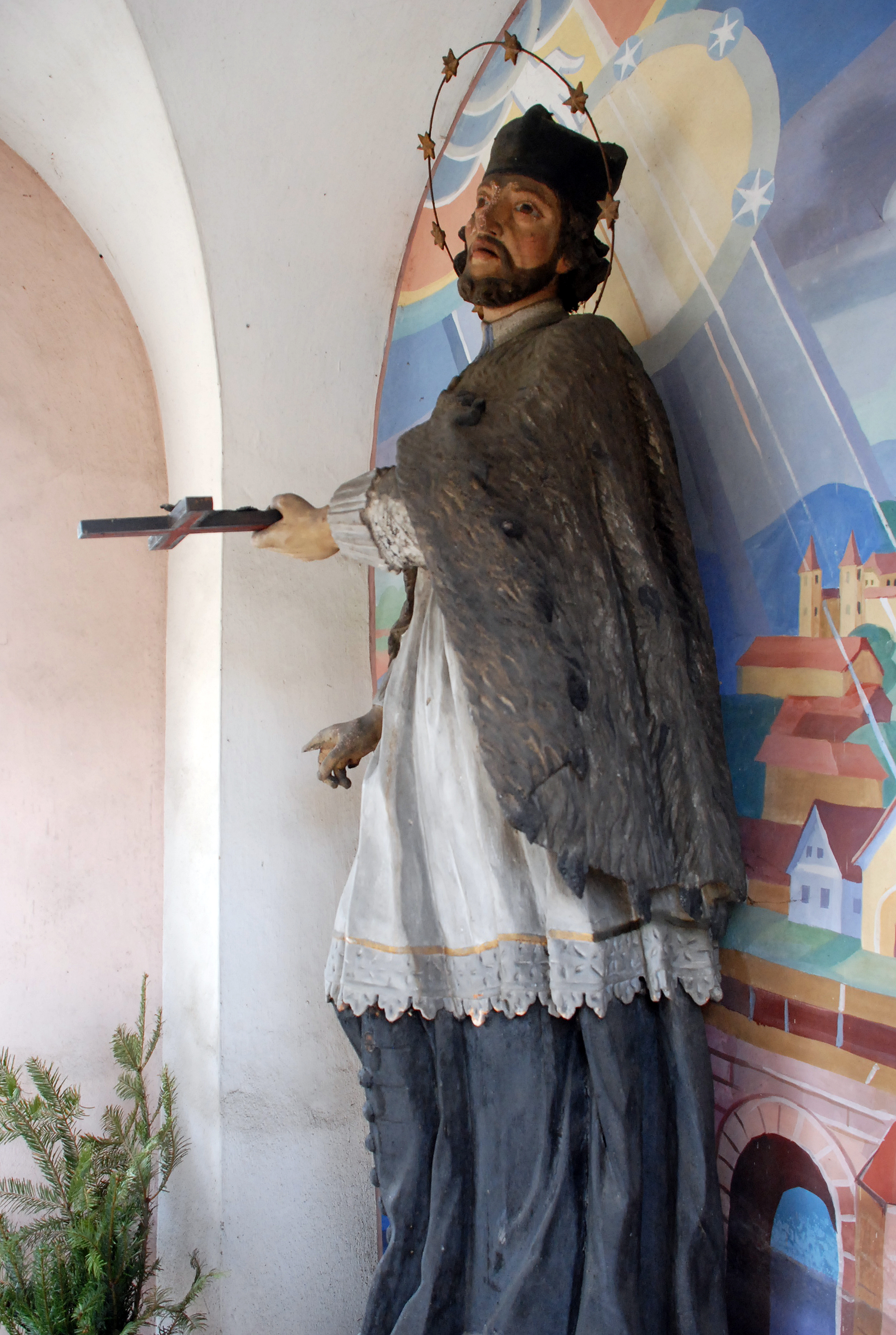
Zu den ikonografischen Heiligenattributen des Heiligen Johannes von Nepomuk gehört die Mozzetta, öfters erkennbar aus Fehfell, mit den Schweifen garniert (Statue Johanneskapelle Eibiswald)
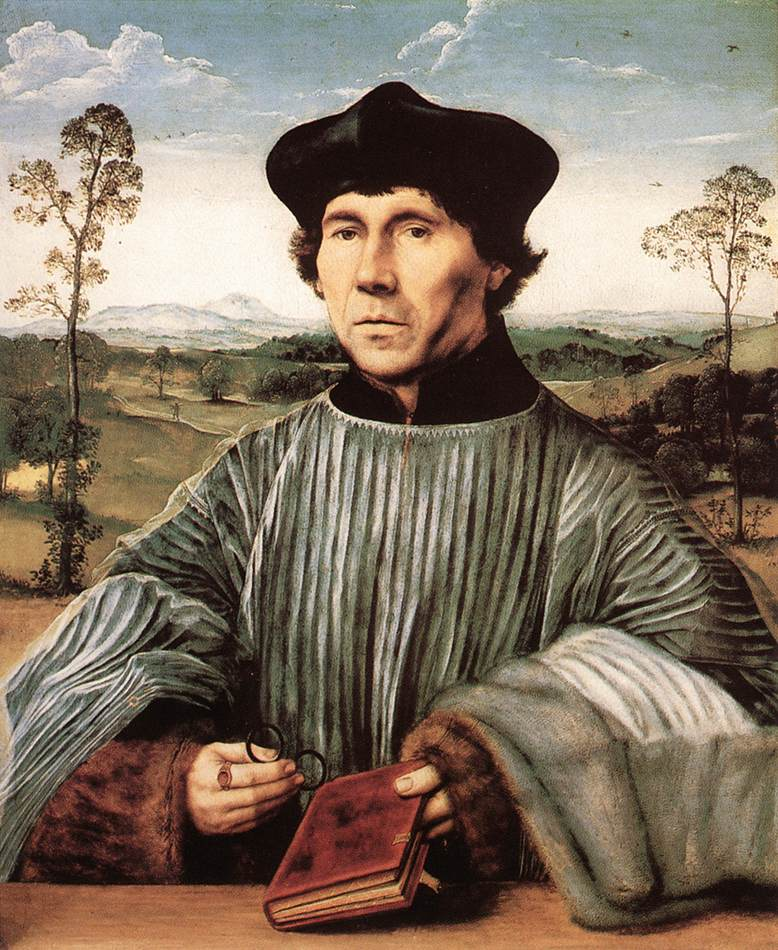
Kanonikus Stephan Gardiner mit einer Almutia aus Fehwamme und Fehrücken über dem Arm (1. Drittel 16. Jh.)
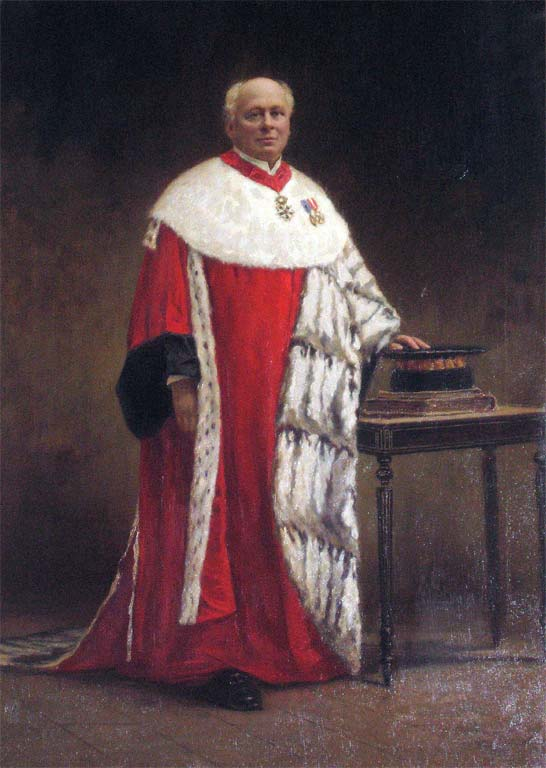
Fehwammen-Innenfutter (um 1900)
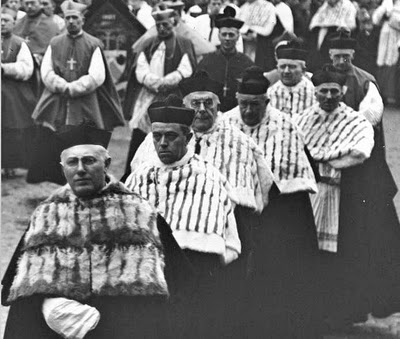
Almutien aus Fehwammen (Brügge, undatiert)

Historische Fehkleidung
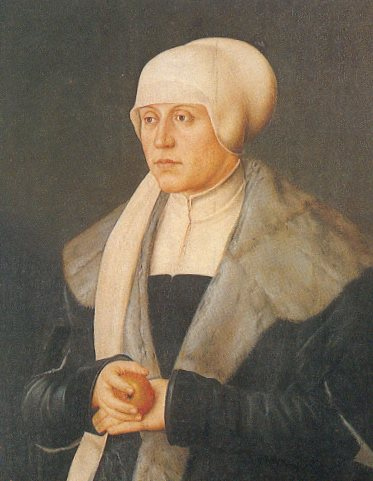
Kunigunde von Österreich (1465–1520) mit Fehrückenbesatz
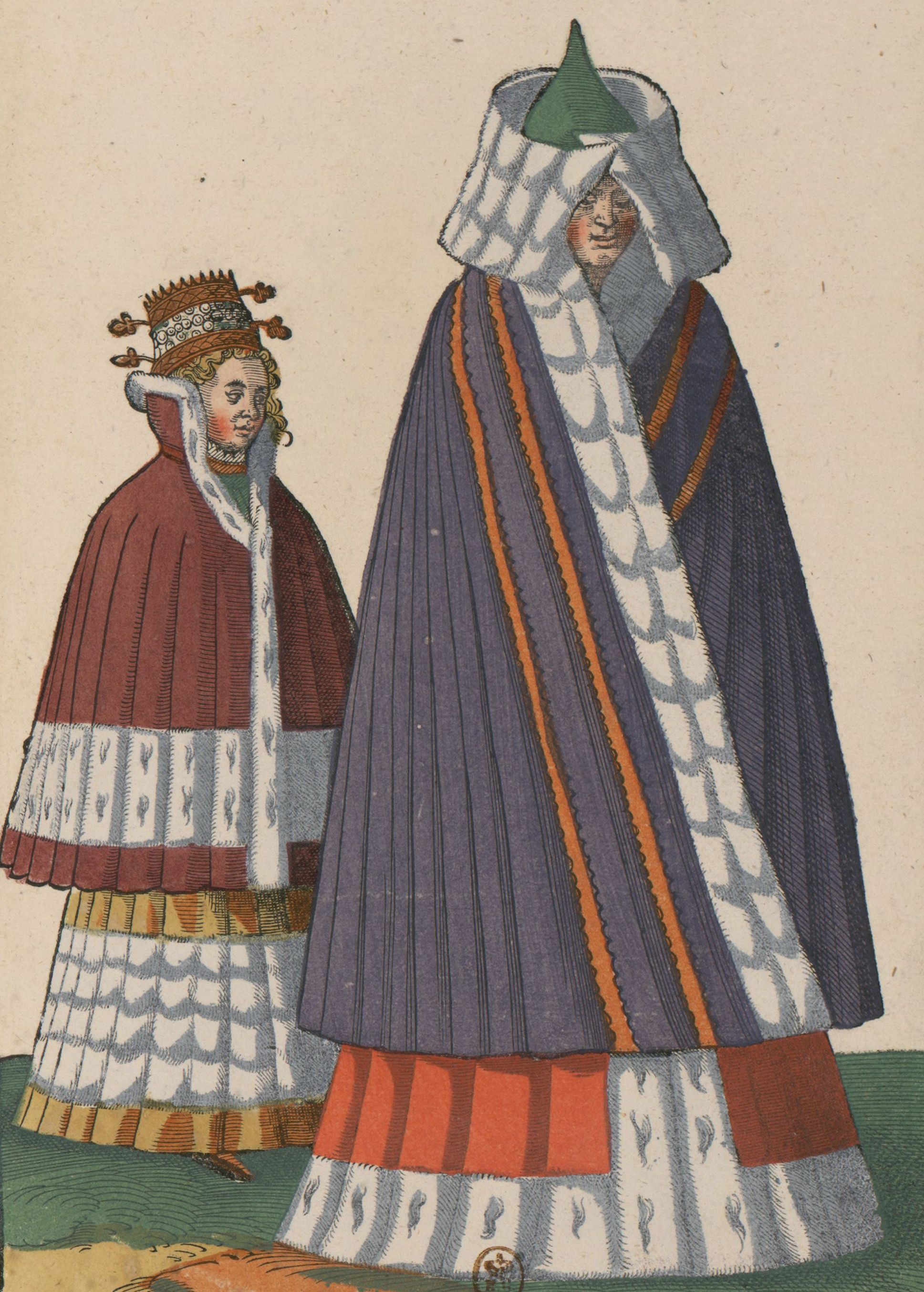
Livländische Frauentracht mit Fehwammen (um 1600)
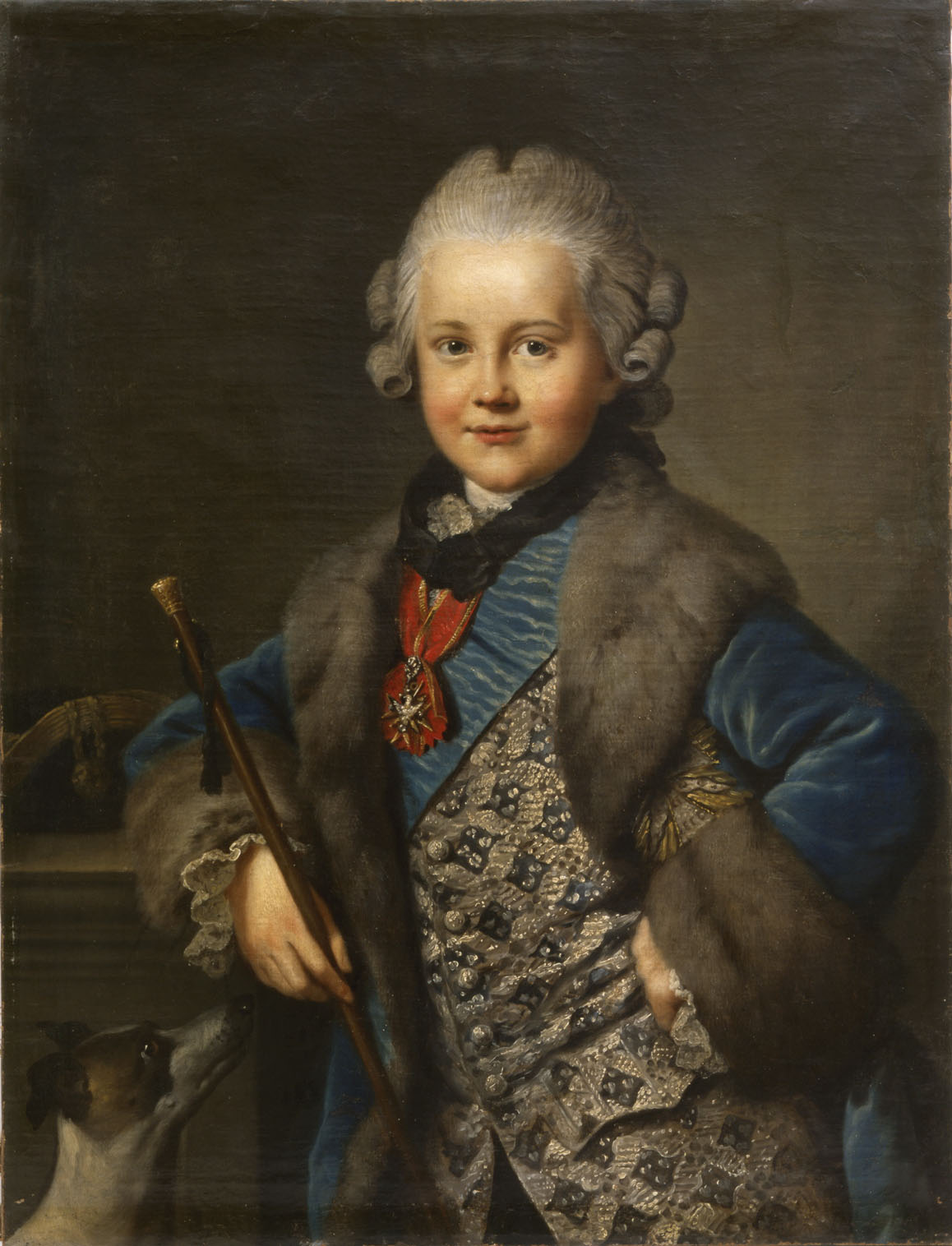
Carl August von Sachsen-Weimar-Eisenach (1757–1828) mit Fehrückenbesatz und -manschetten (1769)
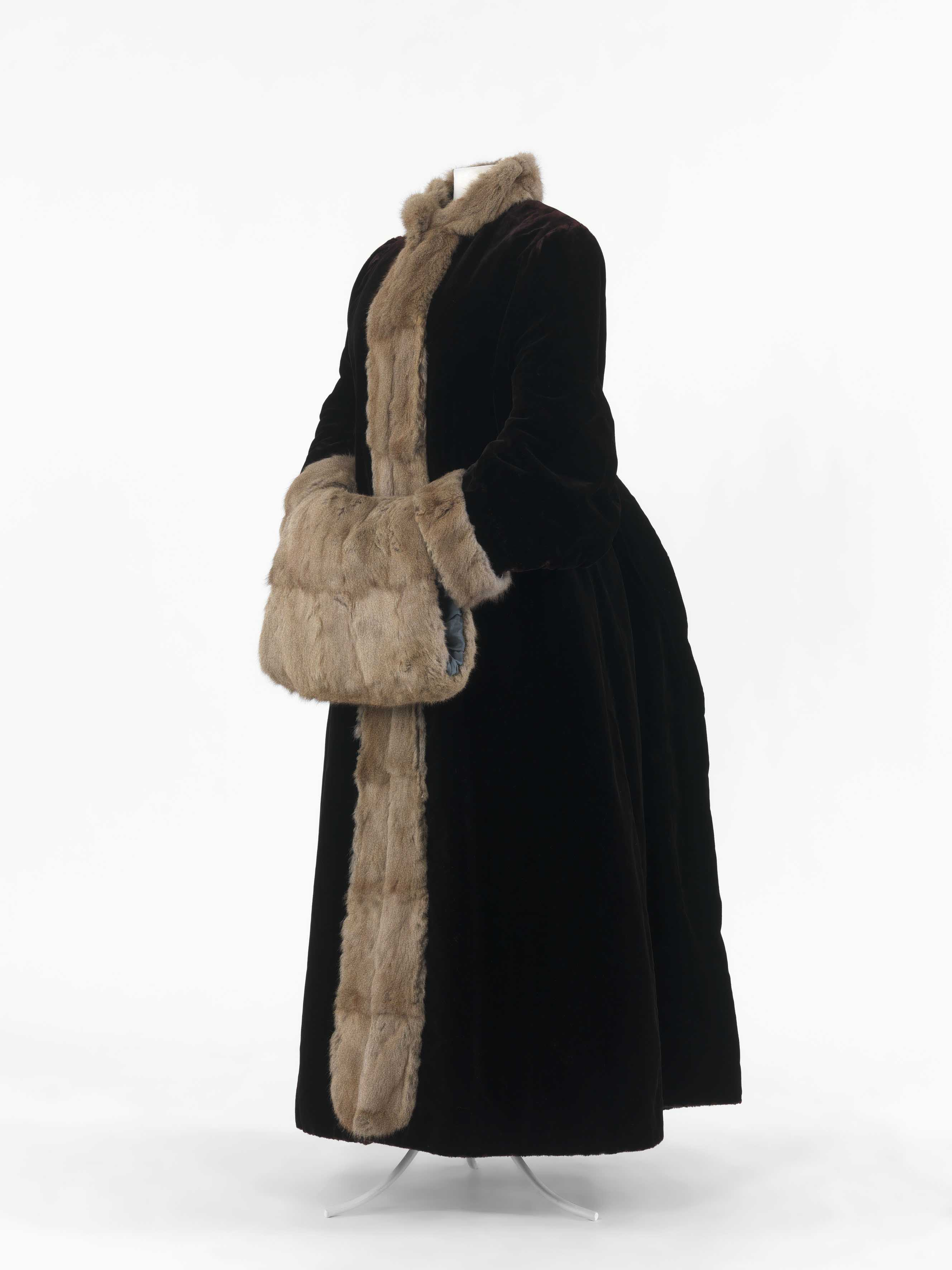
Seidensamtmantel mit Fehrückenverbrämung und -muff (gekauft bei Au Bon Marché, Paris, 1888)
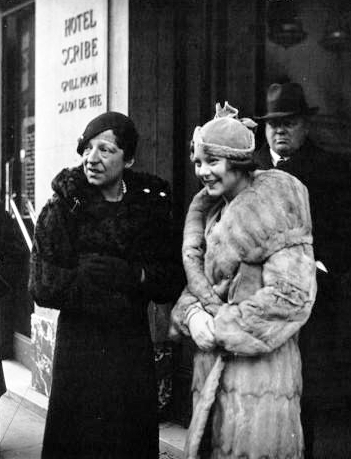
Rechts Eiskunstläuferin Sonja Henie mit Fehrückenmantel (1932)
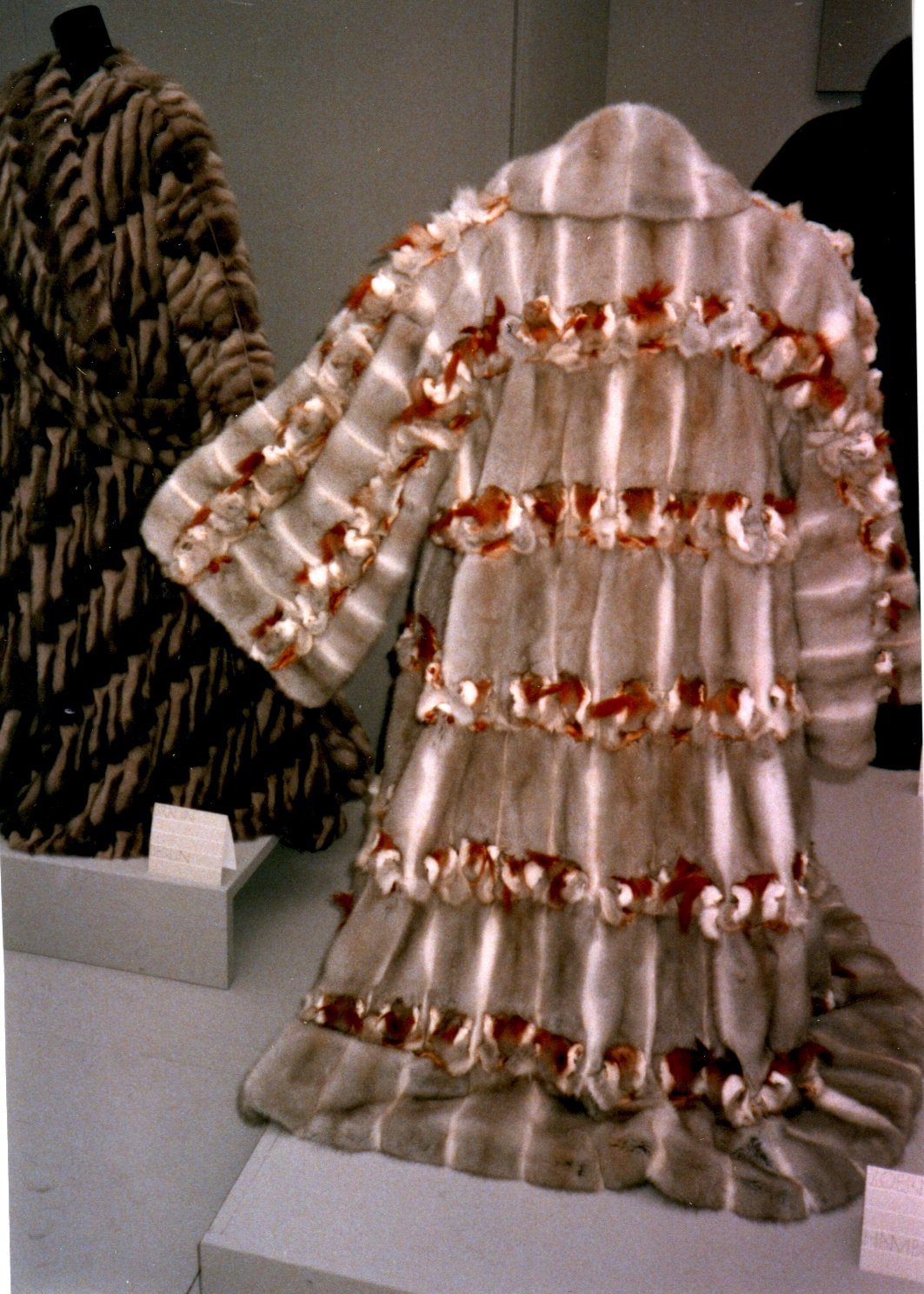
Prämierter Ganzfehmantel (Dieter Zoern, Hamburg, ca. 1990)

## Fell, Handel

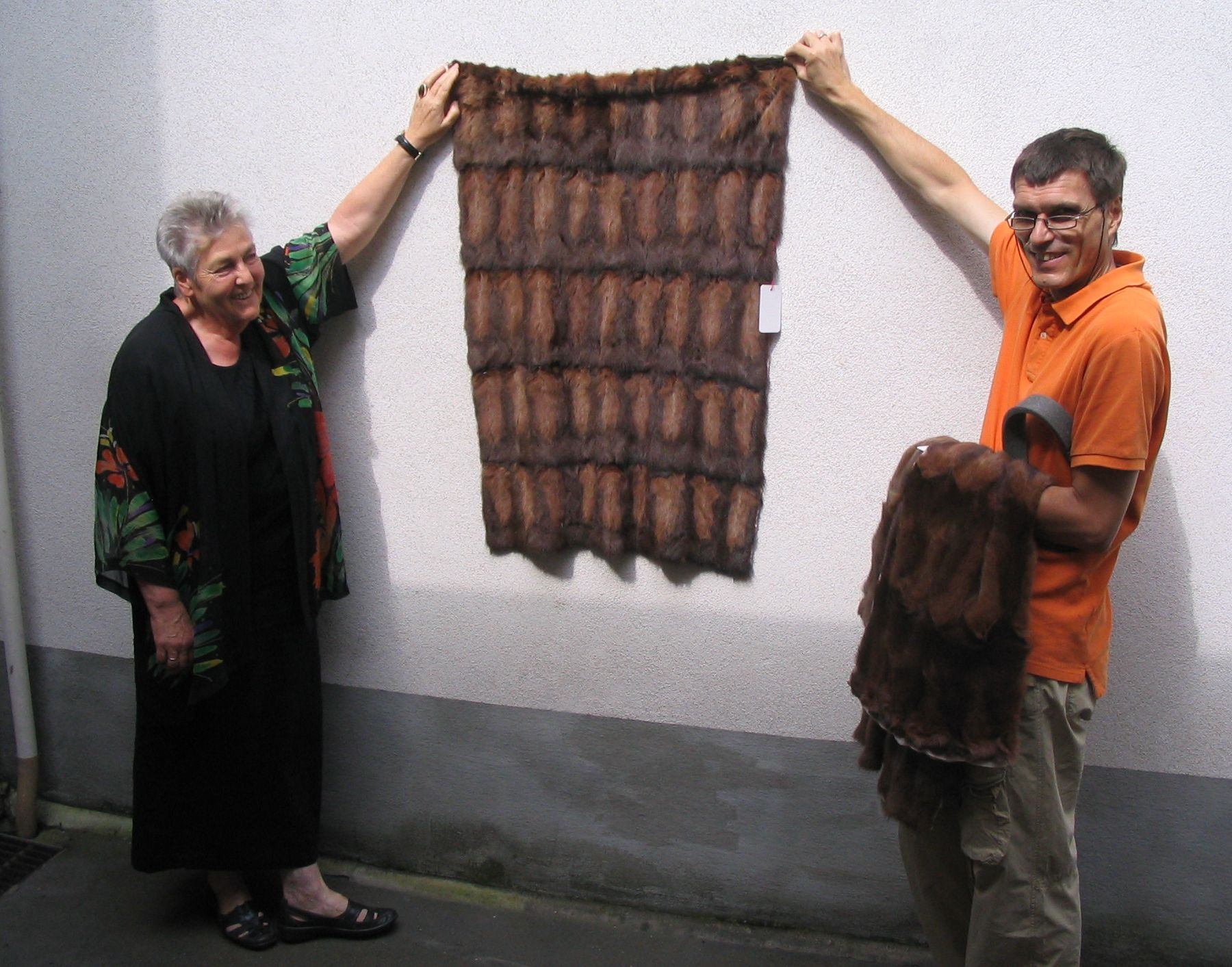
„rusapi“-braun eingefärbte Fehwammentafel

Die Kopfrumpflänge des Eichhörnchens beträgt 21 bis 25 Zentimeter, der oft buschige Schwanz ist 18 bis 20 cm lang. Ein Kennzeichen sind die Haarbüschel an den Ohren (Pinselohren) und der zweizeilig dicht behaarte Schwanz. Die dichte Behaarung ist kurz, seidig bis gröber. In Eurasien erstreckt sich die Verbreitung vom Atlantik bis zum Pazifik.
- In Deutschland ist das Eichhörnchen eine besonders geschützte Tierart nach Anlage 1 der Bundesartenschutzverordnung (BArtSchV), ebenfalls in Österreich nach Landes- und EU-Recht. In der Schweiz ist es eine nach Bundesgesetz über die Jagd und den Schutz wildlebender Säugetiere und Vögel (JSG) geschützte Art. Der internationale Handel ist nicht durch CITES geregelt. Die IUCN stuft das Eichhörnchen als nicht gefährdet ein (Least Concern).[24]

### Färbung
1. Winter
Je nach Gegend entweder dunkelgrau bis hellgrau oder braunrot.
a) Sibirien, Nordosteuropa, Skandinavien
Vorwiegend grau in heller bis dunkler, zum Teil fast blauschwarzer Tönung.
Die Herkommen/Provenienzen Obsky (Sibirien) zeichnen sich durch ein klares Grau aus, soweit der Anfall nicht rotstreifige Sorten („gorbolissky“) enthält.
b) Osteuropa bis Westeuropa
Heller im Grau bis braunrot.
Verallgemeinernd kann zur Färbung des Fehs gesagt werden, je kälter die Gegend, desto reiner das Grau (ohne rötlichen Streifen).
Die Bauchseite ist stets weiß.
Weiße und gefleckte Färbung kommen selten vor.
Entgegen anderen Pelztierarten sind beim Eichhörnchen die Felle nicht unbedingt besser, je härter und kälter der Winter ist. Bei solch unwirtlichem Wetter bleiben die Tiere in ihren Nestern oder leben von den im Herbst angelegten Vorräten. In beiden Fällen leidet die Entwicklung des Felles, entweder ist es abgerieben oder nur dürftig entwickelt.
2. Sommer
Die Sommerfärbung ist in allen Gebieten braunrot bis rot, teils braunschwarz, bis fast schwärzlich (unter anderem in den Gebirgsgegenden), in Sibirien zum Teil noch grau. Die rötliche Färbung zieht sich streifenförmig hin, vom Kopf über den Rücken, nach den Seiten und dem Fellende breiter werdend. Bei den besseren Sorten, unter anderen denen aus Sibirien, sind die im Sommer rötlichen Streifen im Winter grau. Die Wamme hat einen bräunlichen bis rötlichen Rand.

### Klassifizierungen

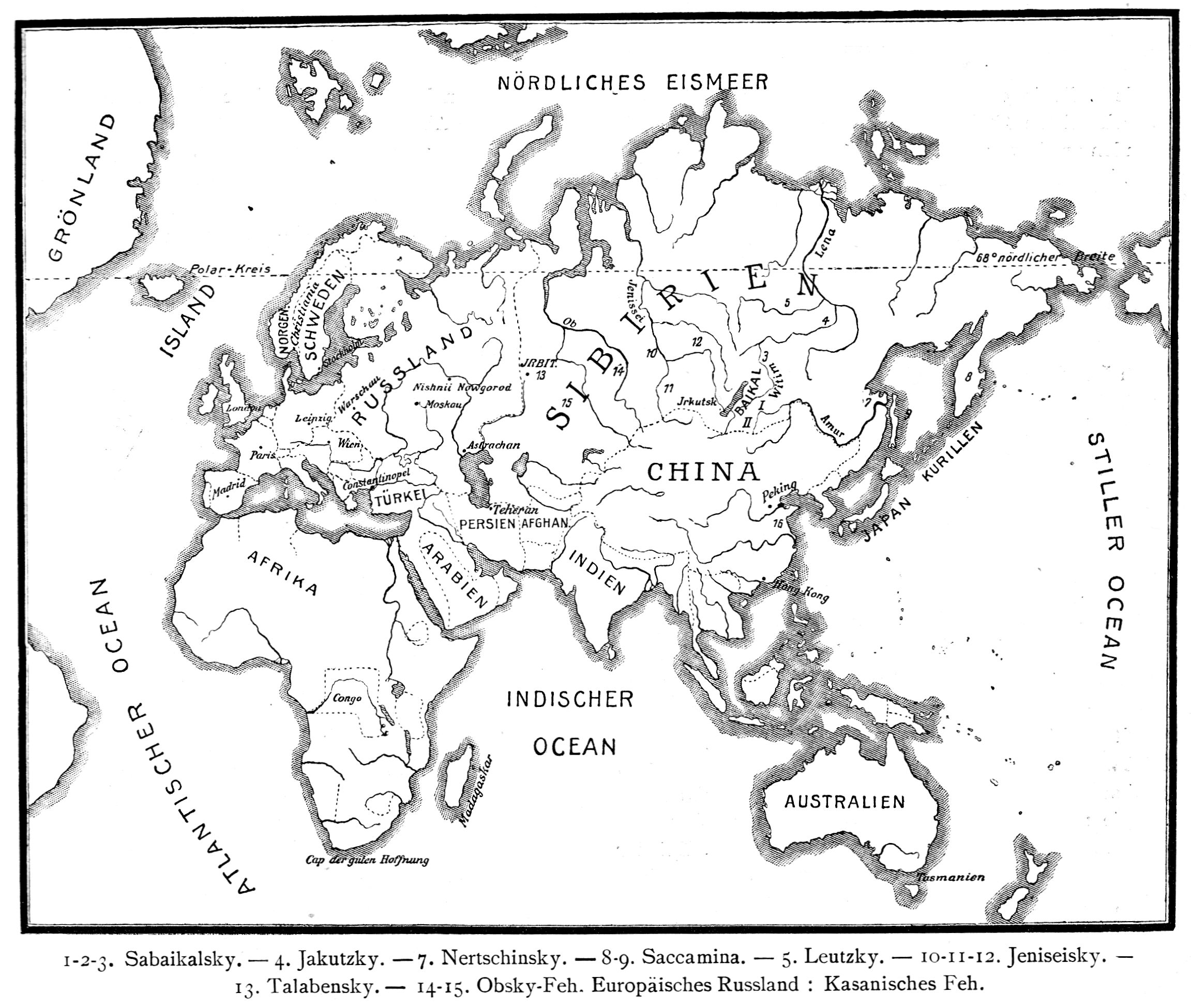
Herkommen der Fehsorten (Karte von 1903)

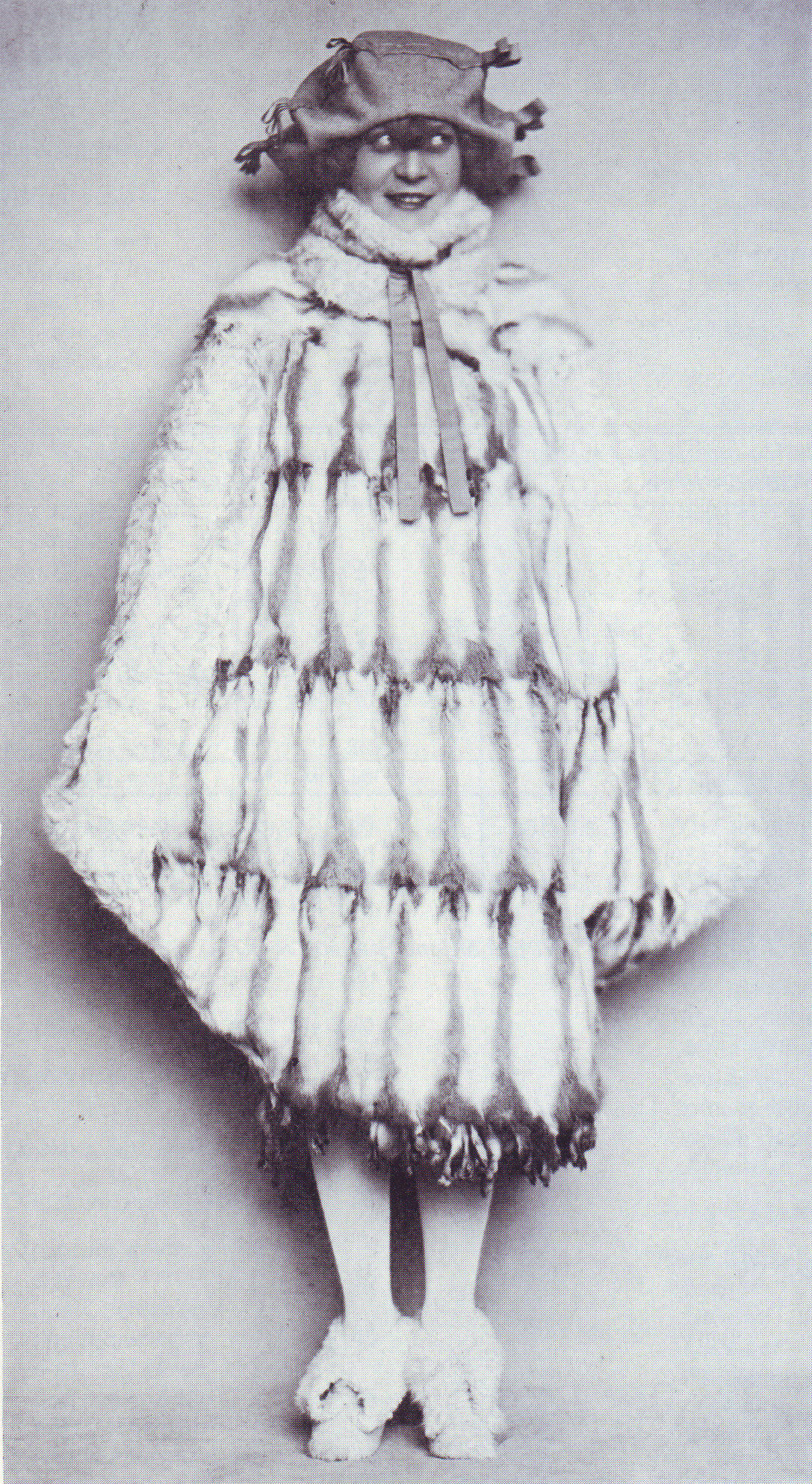
Autopelz aus Fehwamme und Astrachan (1921)

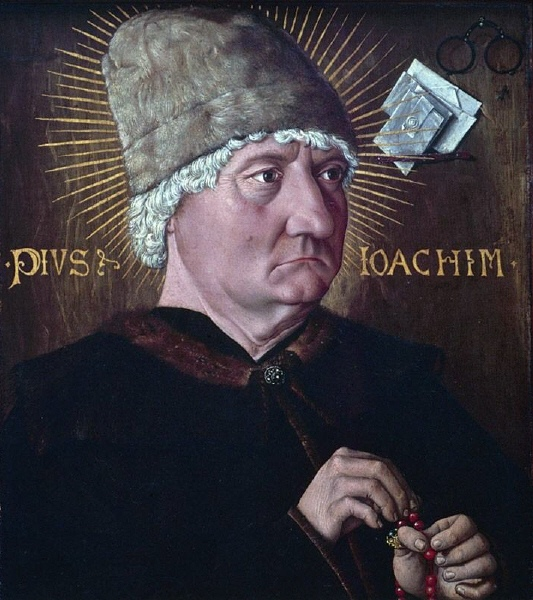
Bairischer Mann mit Fehrückenmütze (ca. 1475)
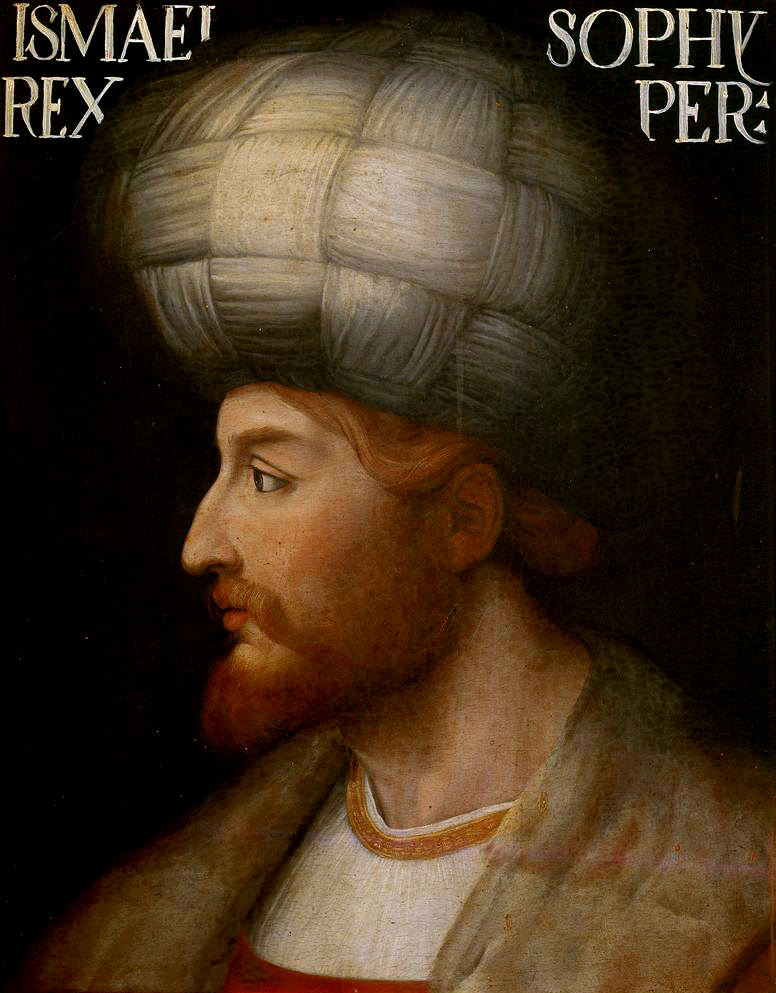
Schah Ismail I. von Persien mit grau-rötlichem Fehrückenbesatz (1487–1524)

Die hauptsächliche Menge der Fehfelle kommt aus Russland – Sibirien.
In Europa wird die Fellfarbe vom Süden in Richtung Norden und Nordosten reiner im Grau. In einzelnen Gebieten kommen nebeneinander rötliche und schwärzliche Färbungen vor.
Vom Uralgebirge beginnend werden die Felle nach dem Westen flacher und heller.
In West- und Mitteleuropa ist die Färbung rötlich bis dunkelrot.
Nach Osten zu werden sie raucher und dunkler.
Die ostsibirischen Sorten sind die dunkelsten, südsibirische sind ebenfalls dunkel; jedoch meist kleiner und weniger rauch (ein Fell mit dichtem, nicht straff anliegendem Haar wird als rauch bezeichnet).
I. Europa
1. Westeuropa – Südeuropa
Felle west- und südeuropäischer Herkommen sind von schwacher Qualität; viele sind rötlich; mittelgroß.
Die Pyrenäen-Eichhörnchen ähneln den Balkan-Eichhörnchen; die Farbe ist dunkelschwarzgrau. Meist sind sie für billige Innenfutter geeignet.
2. Mitteleuropa
Mitteleuropäische Felle sind schwächer im Haar; rötlicher in der Farbe; mittelgroß.
3. Alpenländer (Schweiz, Österreich)
Eichhörnchen in den Alpen weisen eine mittlere bis gute Fellqualität auf; schmutziggrau; mittelgroß.
4. Balkanländer
Mittlere bis gute Qualität; musig (das weiche Haar hat wenig Stand); vorwiegend dunkelgrau; mittelgroß. Die Gebirgsware ist besser.
5. Skandinavien
Nördliche (Nordschweden bis Lappland):
Gute, den finnischen Sorten ähnliche Qualität; schmutzig-, mittel- und dunkelgrau; heller als mitteleuropäische Sorten.
Zentrale und südliche:
Schwächer im Haar; grau mit rötlichen Streifen; mittelgroß.
6. Finnland
Die Qualität der südfinnischen Felle ist schwächer als die der mittelfinnischen; grau bis dunkelgrau mit rötlicher Fellmitte (Grotzen), aber vorwiegend rötlich, nur etwa 10 Prozent werden als rein angesehen; mittelgroß. Herkommen aus Lappland haben ein besonders kräftiges Haar und sind auch weniger rotstreifig.
7. Russland
Western (Sapadny):
Die Western-Ware wird etwas höher bewertet als die aus Skandinavien. Die Felle werden rund abgezogen angeliefert, mit dem Haar nach außen.
Northern (Sewerny):
Northern-Felle sind höher bewertet und großflächiger als Lapplandware. Sie werden meist in Beutelform angeliefert, mit dem Leder nach außen und dem Schweif nach innen.
Zentral (Centralny):
Der Wert entspricht der finnischen Ware. Die Fellanlieferung erfolgt rund abgezogen, mit dem Fell innen oder außen.
Nordural (Petschora):
Ist der westsibirischen Ware gleichwertig. Die Felle werden strumpfartig mit dem Leder nach außen abgezogen, unten offen, mit dem Schweif nach außen.
Zentralural (Savodsky):
Recht helle Felle, die gern zum Färben verwendet wird. Die Anlieferung erfolgt mit dem Leder nach außen, unten offen.
II. Asien
1. Sibirien
Der russische Handelsstandard unterscheidet nach Herkommen:
a) Amursky (Ferner Osten):
Groß, seidig, meist dunkelgrau mit rötlichem Schimmer. Dunkle, meist gemischte Schweife.
b) Sabaikalsky (Waldungen der Hochplateaus Transbaikaliens)
Fast schwarzblau, Wamme reinweiß; nicht allzugroß; meist mit schwarzem Schweif.
Die früher am Pelzhandelszentrum Leipziger Brühl als „Sakamina“ gehandelten Felle kamen aus Transbaikalien, sie kommen heute als „Nertschinsky“, für Fehrücken- und -wammenfutter, auf den Markt. Sie liefern die dunkelsten Rücken und weißesten Wammen.
Schmidt berichtet 1844 von einer Abart, die am östlichen Baikal am Bargusinflusse lebt. Die Tiere sind im Sommer zobelschwarz und im Winter schwärzlichgrau. Ihre Schwänze wurden oft als Zobelschweife verkauft.
c) Jakutsky (östlich des Lenastroms)
Schön in der Farbe, dunkelgrau, blaugrau und dunkelblaugrau, Schweife gemischtfarbig (keine roten); etwas kleiner. Rohfellanlieferung nicht straff gespannt.
d) Lensky (vom Bassin der Lena)
Hellblau mit etwas rötlichem Schimmer (aus den Laubwäldern), sonst graublau und dunkelblau. Große, schöne Felle. Rote, hellbraune, braune und dunkelbraune Schweife.
Als „Yassak“ wird die dunkelgraue Ware bezeichnet mit schwarzem Schweif. Yassak ist ursprünglich der Name für die von der tatarischen Bevölkerung an den Zaren in Naturalien abzuliefernde Steuer, und zwar in den besten Feh- und Zobelfellen. Siehe dazu auch den Artikel Kronenzobel. Knyasek ist die Bezeichnung für Felle mit weniger dunklem Schweif.
e) Altaisky (nördliche Waldgebiete des Altai und Täler zwischen Ob und Jenissei)
Die Qualitäten und Farben sind sehr unterschiedlich, dunkelgrau, teilweise rötlichbraun; seidig. Dunkle, dunkelbraune, braune und hellbraune Schweife.
f) Obsky (Bassin des Obflusses)
Groß, gute Qualität; blau und hellblau, das Grannenhaar gleichmäßig leicht bis schwärzlich gesprenkelt. Wenige rötliche Sorten; Schweif braun bis hellbraun.
 g) Teleutka (Bassin des Ob, der Lena und aus dem Altaigebirge)
Besonders große Felle mit eindrucksvoll schönem, allerdings etwas grobem Haar. Hellgrau bis fast weißgrau. Lange, meist silbergraue oder graugelbe Schweife.
2. China-Mongolei (Echte Schönhörnchen)
a) Norden – ehemalige Mandschurei (Harbin, Heilongjiang)
Es ist die beste chinesische Sorte. Die Felle sind dem Amur-Feh ähnlich, jedoch meist dunkel, häufig rotstreifig; mittelgroß, Schweif besonders lang; dicht im Haar; schwarz; Haar länger als beim sibirischen Feh. Südmandschurische sind schwächer im Haar.
b) Sonstiges China, Mongolei
Von hier kommen schwächere Sorten, ähnlich den südmandschurischen.
Die chinesischen Herkommen kommen fast nur zu Tafeln vorgefertigt in den Handel.
 3. Sachalin
Sachalin-Herkommen sind dem Teleutka-Feh ähnlich; groß; musiger Haarstand.
4. Japan (Japanisches Eichhörnchen)
Hokkaidō (Norden)
Sehr gute Qualität, feinhaarig; rötlich; mittelgroß bis groß.
Oshiu (jetzt Mutsu) (Süden)
Wesentlich flacher; rötlich; mittelgroß bis groß.
Aus Japan fallen entweder keine Felle mehr an, zumindest aber ist der Anfall unbedeutend, 1988 wurde er als „wahrscheinlich sehr gering“ eingeschätzt.
Russisches Rohfellsortiment
25 Prozent des jährlichen russischen Aufkommens entfällt auf das europäische Russland, 75 Prozent auf Sibirien.(Stand vor 1988)
Insbesondere in der Färbung unterscheiden sich die Felle nach dem Herkommen und der Zeit des Anfalls sehr; entsprechend der großen Stückzahl ist eine sehr differenzierte Sortierung möglich. Für das Rohsortiment gelten folgende Kriterien:
- Nach der Schweiffarbe:

```
Blacktail.......... schwarze Schweife       Lightbrown.......... hellbraune Schweife
Darktail........... dunkle Schweife         Redtails............ rote Schweife
Darkbrown.......... dunkelbraune Schweife   Greytails........... graue Schweife
Brown.............. braune Schweife
```

Außerdem wird unterschieden nach:
- Farben

a) rein eintönig (grau) auf der ganzen Fläche, das Oberhaar darf ein wenig rotbraun gefärbt sein.
b) Halbreine Felle mit einem rotbraunen Streifen auf dem Rücken, der sich von der Schwanzwurzel bis über die Mitte des Rückens erstreckt.
c) Streifige Felle mit einem Streifen rotbraunen Haares auf dem Rücken, der von der Schwanzwurzel bis über die Mitte des Rückens reicht.
- Sorten

I. Dichthaariges Fell mit dichter Unterwolle und dichtem, gleichmäßigem Oberhaar über die ganze Fellfläche.
II. Weniger dichthaarig mit weniger dichthaariger Unterwolle und Oberhaar.
III. Halbwuchsfelle mit ein wenig rötlicher Färbung vom Kopf bis zu den Vorderpfoten.
- Nach der Zeit des Anfalls wird unterschieden zwischen:

a) Winterware
Leder reinweiß; Unterwolle dicht; Wamme stets weiß.
Felle mit leichter Grünfärbung (Übergangszeit) werden bezeichnet:
Sinerutschka = Grünfärbung an den Pfoten
Sinegolowka: = Grünfärbung am Kopf
Wosjanka = Grünfärbung an der Wamme
b) Herbstware
Sinjuscha = Leder grünlich; Fell weniger rauch.
c) Frühe Herbstware
Podpal (Podpol) = Leder grünlich
Rotstreifige Feh werden „gorbi-lisski“ genannt.
- Nach der Art der Anlieferung werden bezeichnet:

Pologurska (englisch: cased)
Felle hinten offen (offener Pumpf), Leder und Schweif außen.
Liguschka (Taschenfeh (englisch: pockets))
Felle mit geschlossenem Pumpf, Schweif innen, Leder außen.
Geschlossene runde Felle, mit dem Haar nach außen, werden als „hairy“ = besser im Haar bezeichnet, mit dem Haar innen als „leathery“ = besser im Leder.
Die russischen Auktionen bündeln die Angebote nach ihren Herkommen in Losen zu jeweils 2000 bis 3000 Stück (Jakutsky, Amursky, Sabaikalsky usw.) und innerhalb dieser Herkommen nach Units (russisch: golowki), sowie nach Gewicht (russisch: wjes), in der Regel zwischen 53 und 70 Kilogramm.
Neben der Sortendifferenzierung werden russische Fehfelle auch nach der Abnahme der Felle beim Jäger unterschieden. Es gibt die Poluguska oder offenes Feh und Ljaguschka oder Taschenfeh (hinten geschlossen), im Handel meist englisch als Pockets bezeichnet.

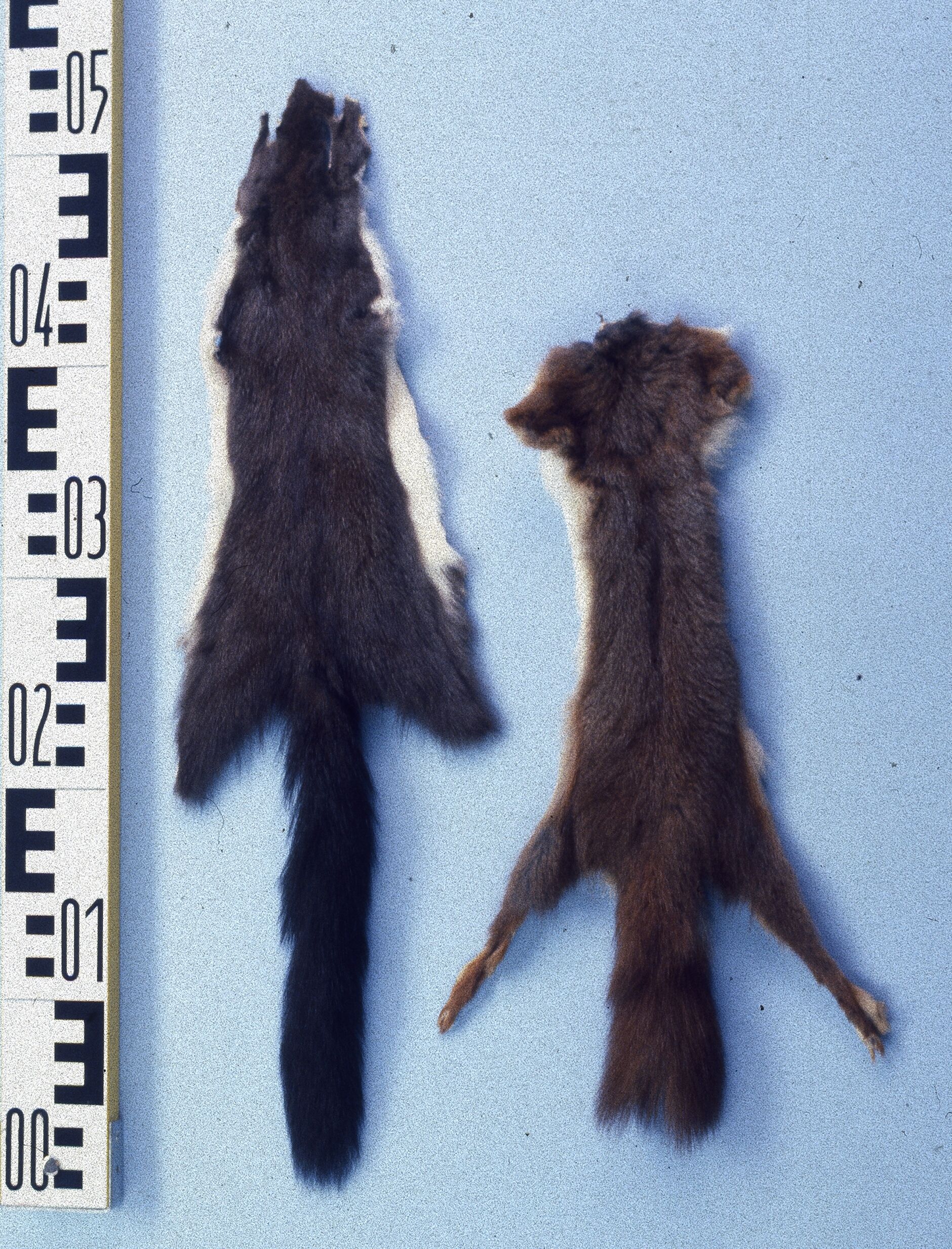
Europäische Eichhörnchenfelle
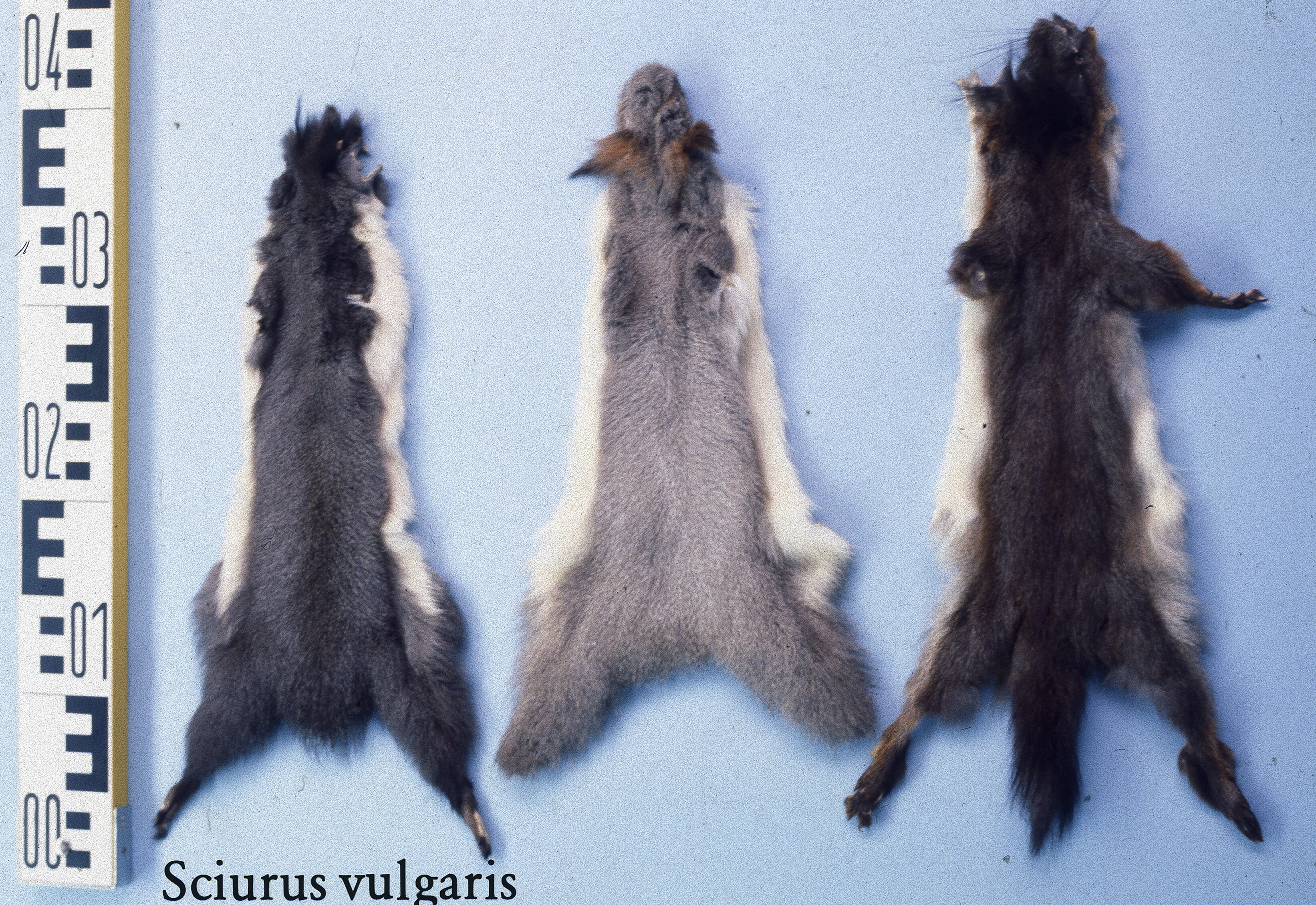
Sibirische Fehfelle
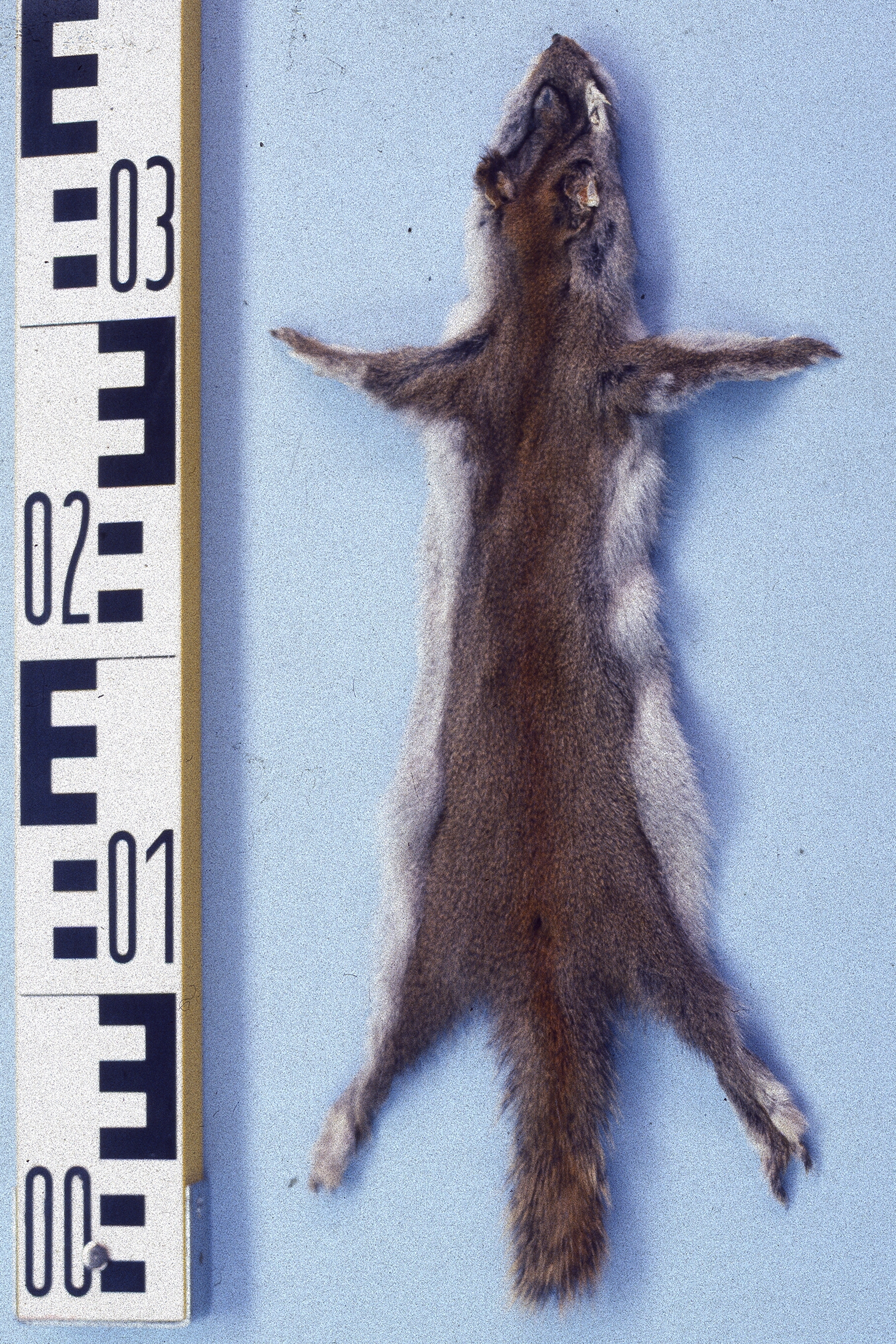
Kanadisch Feh

### Rotes Eichhörnchen
In früherer Zeit galt das rote europäische Eichhörnchen als ungeeignet für eine Pelzverarbeitung. Zum einen erschien das flache, wenig dichte Fell nach der Pelzzurichtung unansehnlich, zum anderen ließ sich das glasharte spröde Grannenhaar für eine Färbung nicht ausreichend vorbehandeln. In den 1920er Jahren gelang es deutschen Pelzveredlern durch eine besondere Chromierungsart jedoch das Leder zu schrumpfen, so dass der Haaransatz anschließend fülliger erscheint. Das Haar bekommt mehr Stand und nimmt etwa den Charakter des rauchen und dichthaarigen Fehfells an. Durch ein inzwischen vervollkommneteres Bleichverfahren ließen sich jetzt helle Modefarben für Besätze sowie Zobel- und Nerzimitationen herstellen.
Die besten Qualitäten des roten Eichhörnchens kamen aus kälteren Regionen und den Gebirgsgegenden. In den 1930er Jahren waren die Hauptlieferanten Polen und Galizien, gute Felle lieferten auch die nordischen Länder, zum Beispiel Schweden, Finnland und Lappland. Sie kamen größtenteils rund abgezogen nach Leipzig. Zu dieser Zeit war es auch den bedeutendsten ausländischen Färbereien nicht gelungen, „diesen Spezialartikel in auch nur annähernd ähnlich guter Weise herauszubringen“. Wegen der geringeren Kosten wurden die Felle vor dem Farbprozess meist zu Streifen vorkonfektioniert, entweder Rücken an Rücken oder Wamme an Wamme. Die mitteldeutschen und südeuropäischen Herkommen, mit Ausnahme der Ware aus den Gebirgsgegenden, waren weniger gut in der Haarqualität, sie eigneten sich jedoch als Innenfutter für Textilkleidung.

### Amerikanisches Eichhörnchen

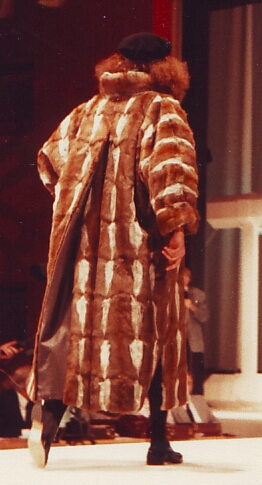
Mantel aus „Kanadisch Feh“ (ca. 1985?)

Für den Pelzhandel kommen von den amerikanischen Eichhörnchen nur die in Nordamerika (Oststaaten der USA, Kanada und Alaska) lebenden amerikanischen Rothörnchen und die amerikanischen Grauhörnchen infrage, der Pelz wird üblicherweise als Kanadisch Feh bezeichnet. Den größten Fellanteil stellen die amerikanischen Rothörnchen. Felle der in Mittel- und Südamerika beheimateten Arten erreichen bei weitem nicht die Qualität der nordamerikanischen und vor allem nicht die der europäisch-sibirischen Sorten.
Auch in Mexiko kommen etliche Hörnchenarten vor. In einer Quittung des Düsseldorfer Kürschners Johann Wilhelm Welen (Wolon) vom März 1693 an seine Regentin Anna Maria Luisa von der Pfalz berechnet er ihr „für ein Pelzwerk aus 100 Mexikanischen Eichhörnchen-Fellen“ 8 ½ Reichstaler für die Felle und 1 ½ Reichstaler Macherlohn, für den Überrock 1 Reichstaler Macherlohn.
Die Felle amerikanischer Eichhörnchen sind weniger voll im Haar; sehr leicht und kleiner; gräulich-gelblich mit grünlichem Anflug, im Sommer rot.
Nach Angaben der Hudson’s Bay Company and Annings Ltd., London, gelten für kanadische Sorten, von hier kommt der größte Anteil der Anlieferungen, folgende Besonderheiten:
Färbung: rot, teils schmutzig grau
Herkommen (Provenienzen):
a) Westliche (Western)
Beste und größte Sorten aus Alberta, vor allem um die Städte Edmonton und Calgary. „Edmonton squirrels“ werden häufig als beste kanadisch Sorten bezeichnet.
b) Östliche (Eastern)
Sortiment
a) Reguläre: rein in der Farbe (clear), leicht angeschossen (slightly shot).
b) Winterfelle: im Winter erbeutet, blaue Wamme.
c) Sekunda: Schwächer im Haar
d) Beschädigte (damaged): schadhafte Stellen (mit Schusslöchern).
Die Rohfellanlieferung erfolgt rund, mit dem Haar nach innen abgezogen.
Die Felle werden meist gefärbt, hellbraun (schokolade, milchkaffee), sie dienten früher als Ersatz für gefärbte Hermelinfelle. Die Verarbeitung erfolgt zu Pelzkonfektion jeder Art, bevorzugt zu Innenfuttern.

Feh-Fellresteverwertung
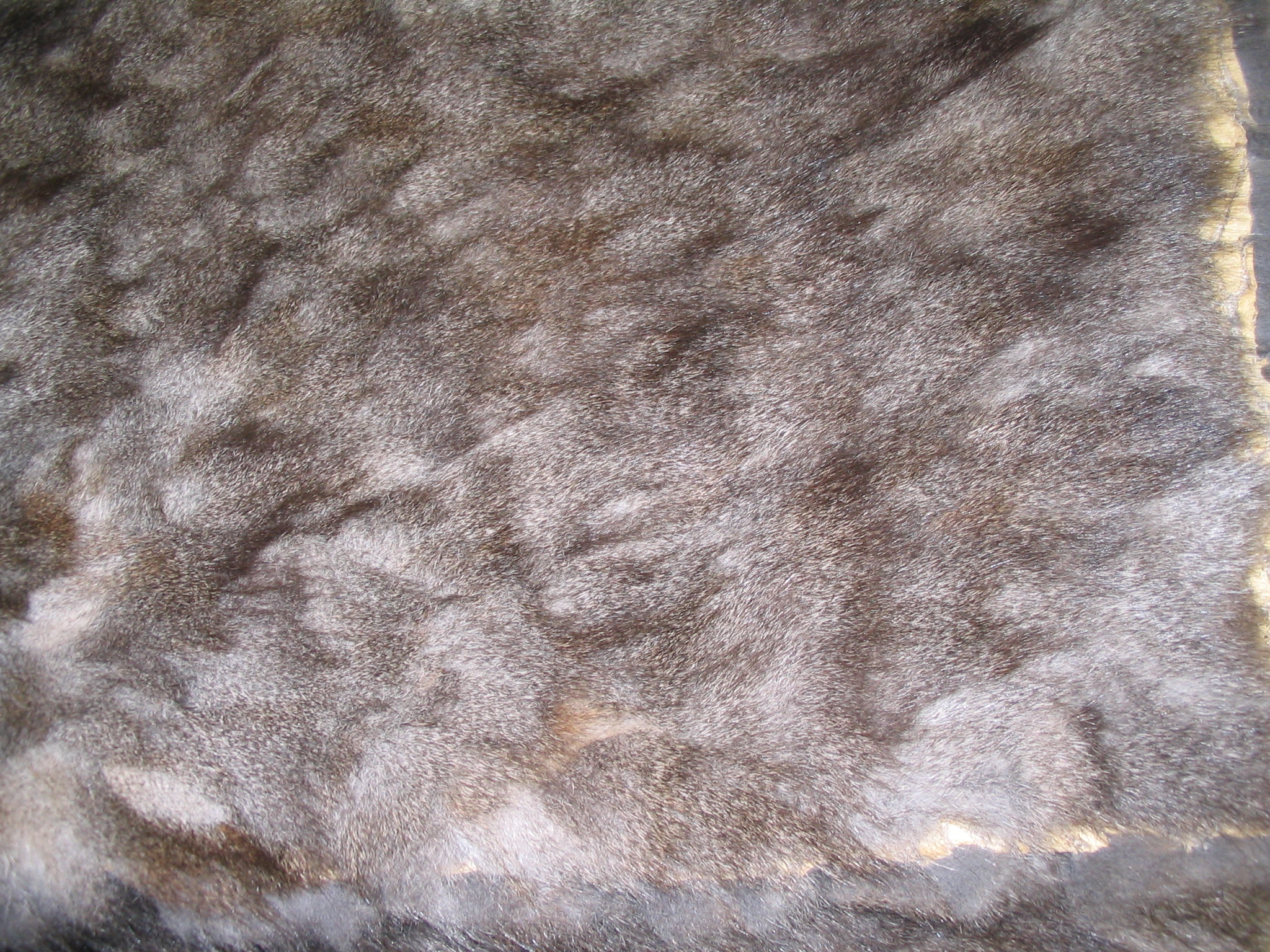
Halbfertigprodukt aus Fehkehlen, Haarseite
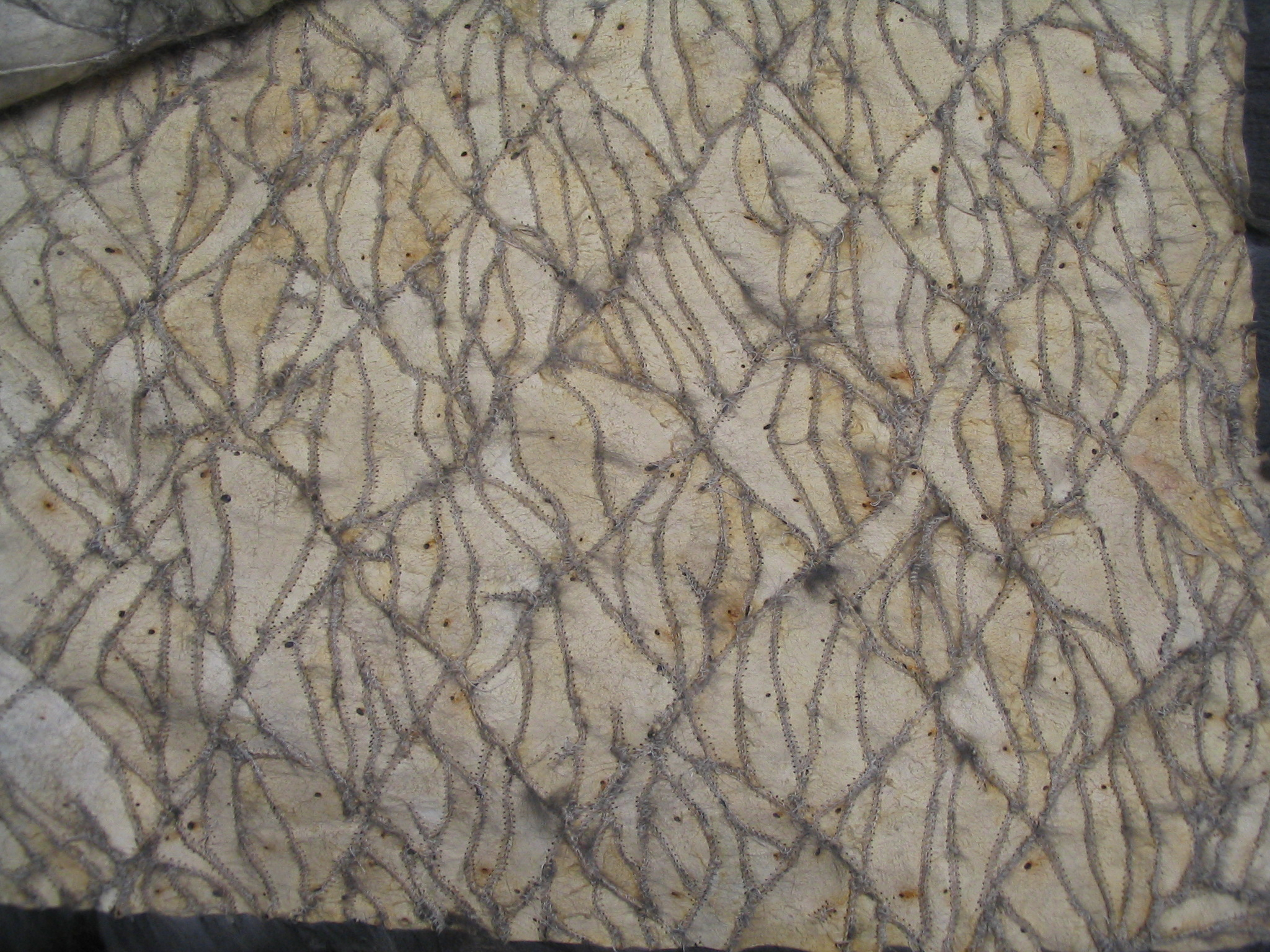
Halbfertigprodukt aus Fehkehlen, Lederseite
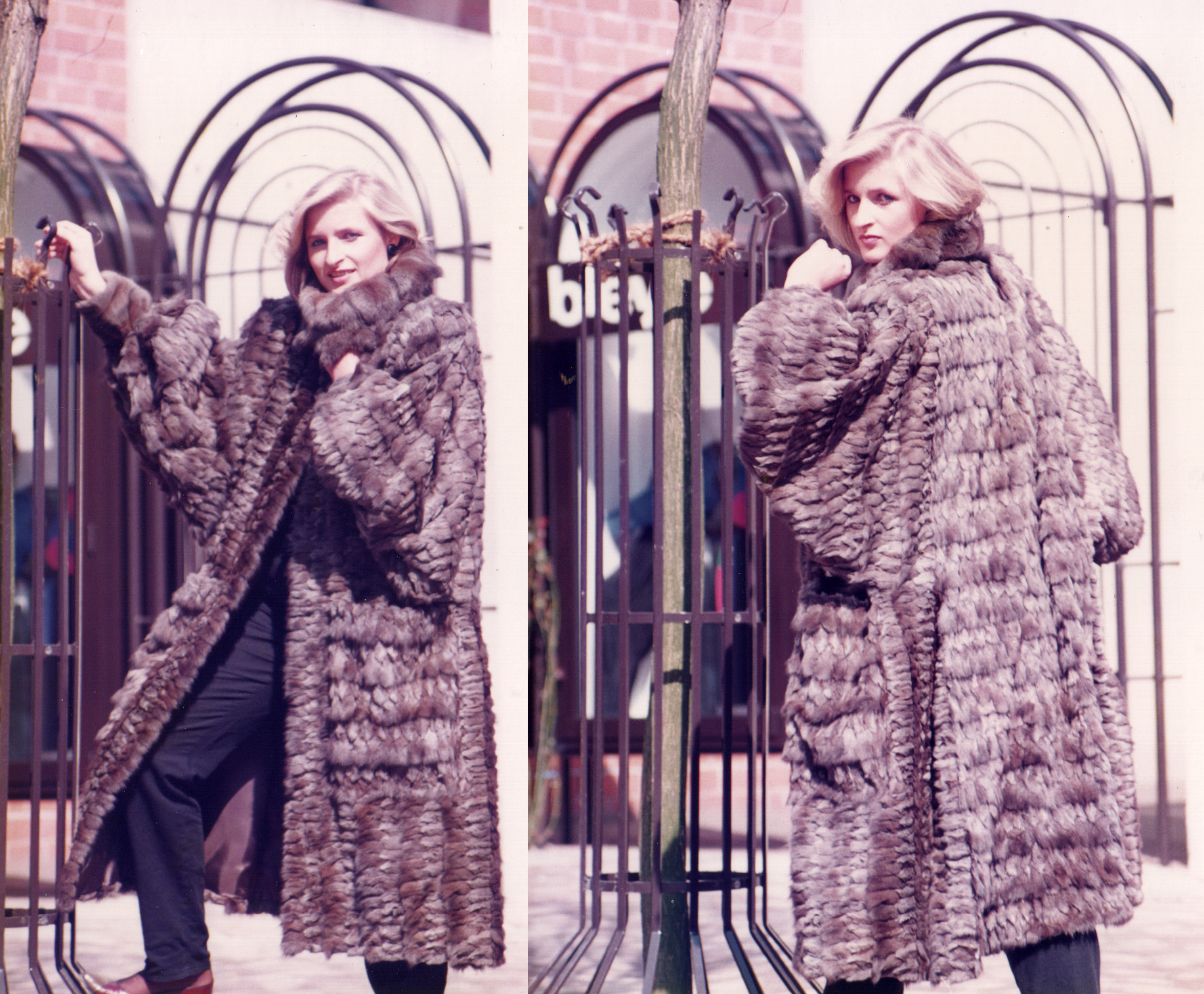
Vorder- und Rückenansicht, prämierter Fehkopfmantel (Klaus Schöller, Gütersloh 1984)
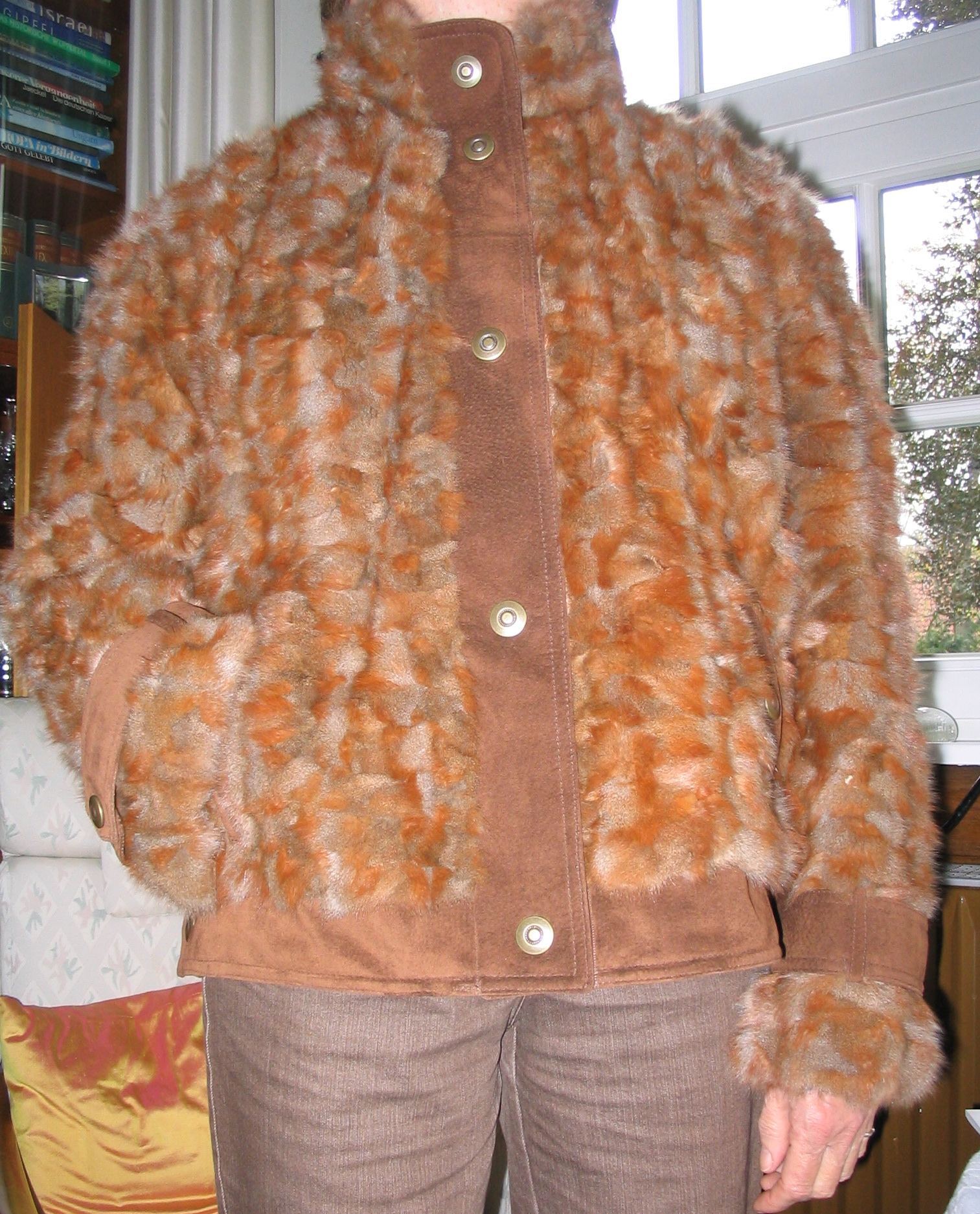
Herrenweste aus rötlichen Fehköpfen, (Pelzmoden Reiss, Arnsberg 2010)

## Verarbeitung

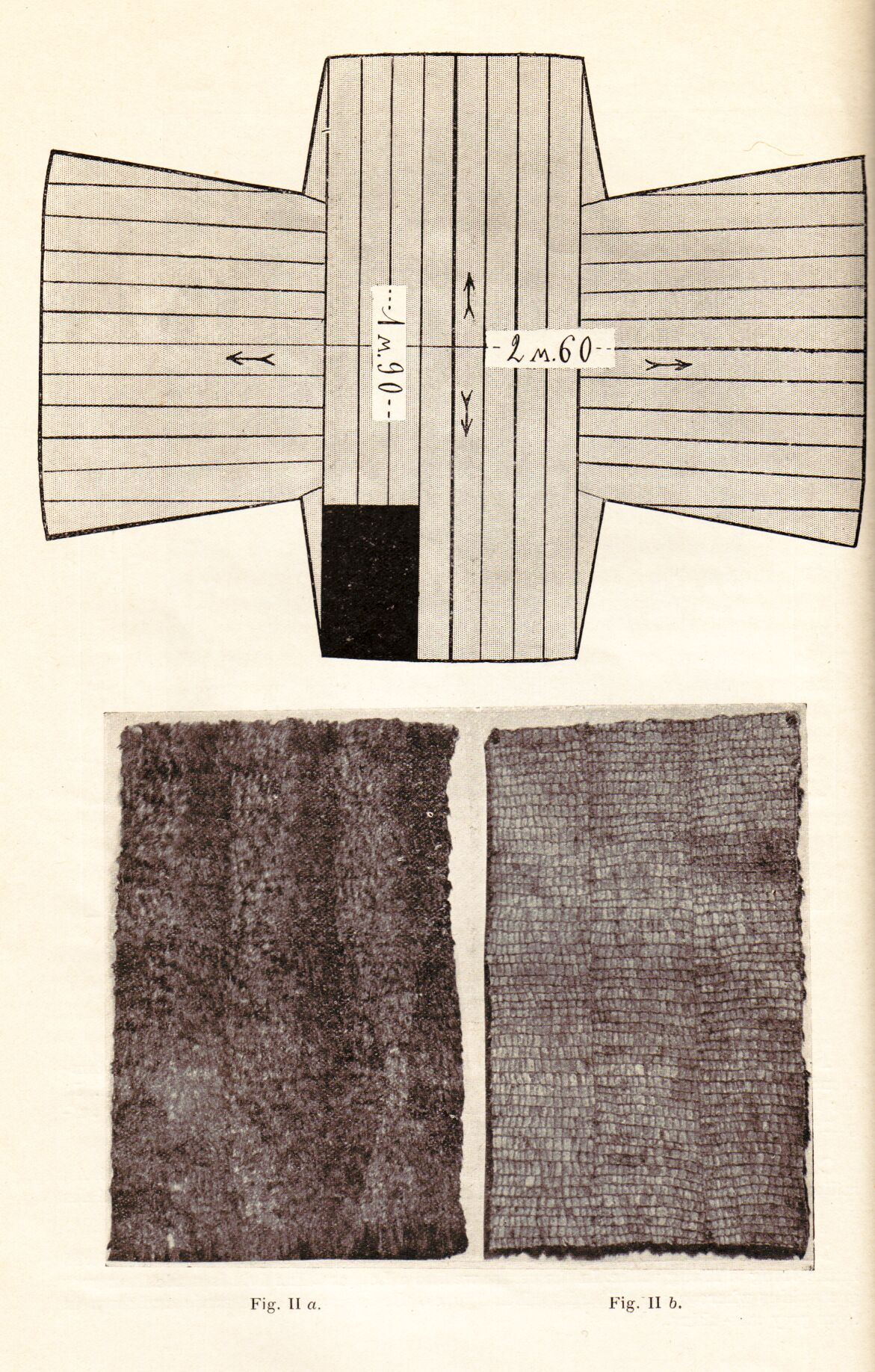
Chinesisches Fellkreuz aus Fehpfoten für einen Mantel (um 1900)

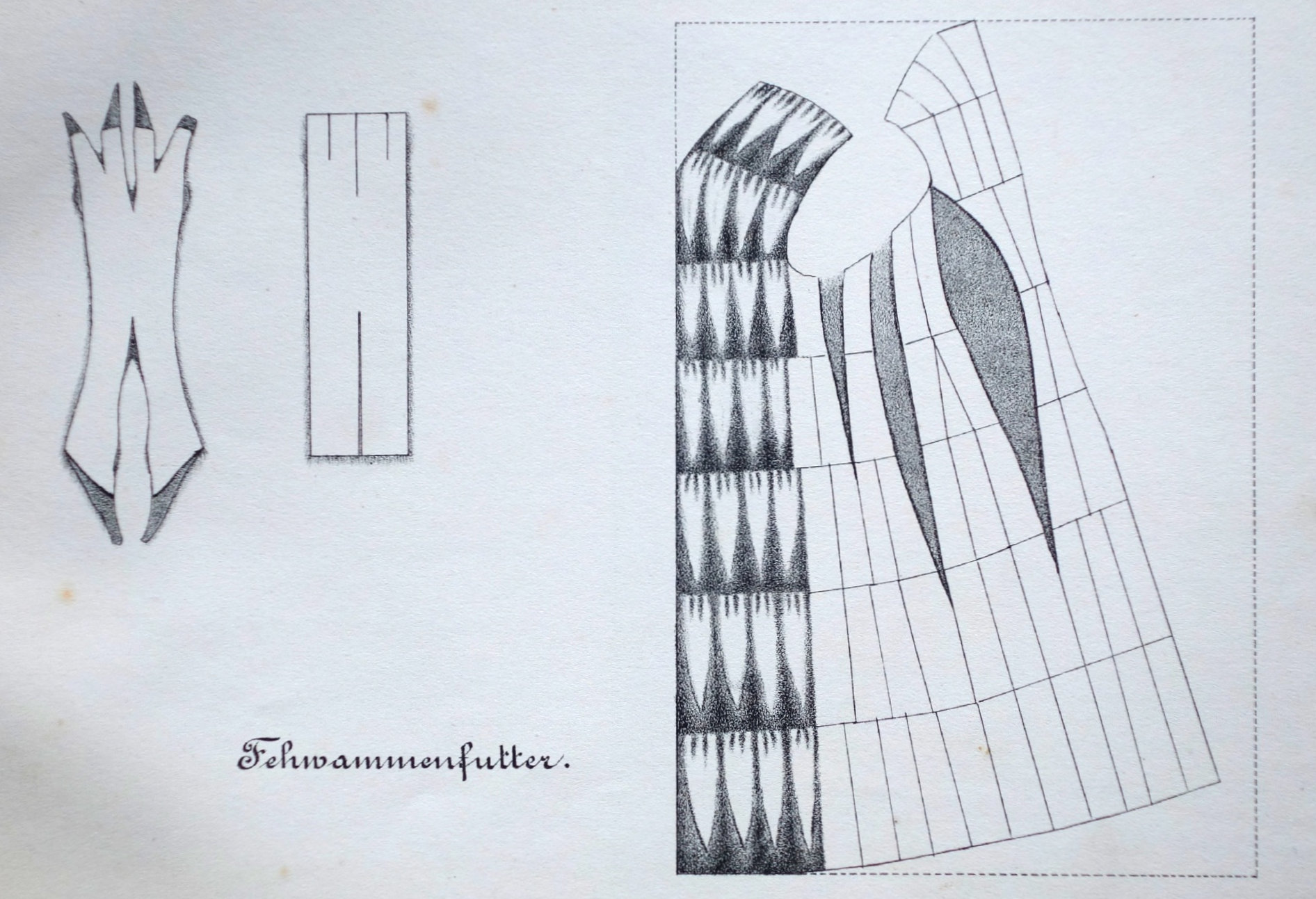
Zuschnitt eines Fehwammenfutters
(Grafik, 1883)

Aus China kamen bis in die erste Hälfte des 20. Jahrhunderts von chinesischen Kürschnern verschiedene Fellarten kreuzförmig zusammengesetzt als Halbfabrikate in den Welthandel, so auch als Fehkreuze sowie Fehstückenkreuze aus den Fellresten. Aus diesen Kreuzen ließ sich auf einfachste Weise (seitliches Schließen der Nähte) ein Mantel in der damals üblichen, chinesischen Form anfertigen. Dann passten sich die chinesischen Kürschner dem westlichen Markt an und lieferten nur noch die dort üblichen, rechtwinkligen Tafeln in Mantellänge.

„Die nebenstehenden Abbildungen bringen eine interessante chinesische Arbeit aus Fehklauen zur Ansicht.
Die chinesischen Kürschner sind, wie bekannt, äusserst sparsame Arbeiter die selbst aus den kleinsten Pelzabfällen noch Profit zu ziehen verstehen. Uns ist ihre Arbeitsweise und ihr Geschmack vielleicht manchmal schwer verständlich. Wenn man aber derartige komplicierte Arbeiten näher studiert, so erscheint doch klar, dass bei ihrer Ausführung neben dem kommerciellen Bewegrunde, auch höher zu bewertende, kulturelle Einflüsse, mitgewirkt haben.
Bei der nebenstehenden Arbeit ist offen gewesen, wie sich aus den flachen Teilen der Fehklauen eine grössere einheitliche Fläche (im vorliegenden Fall ein Mantel in Kreuzform), herstellen lasse. Die Lösung der Frage ist nun folgendermaßen versucht worden. Die Klauen, (ungefähr 7.600 an der Zahl) sind zunächst der Rauch nach, zu zwei sortiert worden. Dann sind diese 2 Klauen quer in 4 Höhen geschnitten worden. Die 2 oberen, raucheren Stücken wurden neben einander gestellt; die anderen 6 Stückchen in der Mitte, der Länge nach, geteilt und dann, dem Haarschlag, entsprechend, rechts und links an die Oberstücken angesetzt. Auf diese Weise entstand ein Streifen von ungefähr 9 cm. Breite und 1 cm Höhe. Hundert solcher Streifen wurden dann aufeinandergesetzt, die rauchsten nach oben, Fig. 2 representiert 3 halbe derartige Bänder welche im Kreuze, Fig. 1 den schwarzausgefüllten Platz einnehmen (Haarseite und Lederseite).
Die Bänder sind dann wie Fig. 1 angiebt in Kreuzform zusammengesetzt. Die Arbeit enthält ungefähr 55.000 kleine Stückchen die über 1.100 m Naht verursacht haben. Das fertige Kreuz ist dann zobelfarbig geblendet worden.
Diese Riesenarbeit macht fertig den Eindruck von gepresstem Sammt. Da jedes einzelne Band im Strich auseinander läuft, so bilden sich für das Auge hellere und dunklere Längsstreifen, wie auch die Fotografie (N° 2) erkennen lässt.“

Sibirische Fehfelle wurden teils roh, teils zugerichtet, teils auch schon verarbeitet exportiert, heute hauptsächlich zu Halbfertigprodukten vorverarbeitet, als Tafeln oder den größeren Varianten, Futter genannt. Dabei werden Rücken und Wamme meist getrennt, rötliche Sorten werden meist gefärbt. Wurden Pelzfutter rund zusammengenäht und unten geschlossen gehandelt, wurden sie als Säcke bezeichnet (Fehsäcke).
Fehrückensortimente wurden in Hunderter-Bunden zusammengefasst, „jeweils 5 Bündchen in einer Hunderterschnur vereint“ („Schnurenfeh“). Aus Weißenfels kam eine fertig gebündelte und sortierte Ware, wobei die rötlichen Felle meist zobelfarbig veredelt waren. Die Naturware wurde sortiert: AA = ganz helle graue Rücken, A = helle graue Rücken, B = mittelgraue Rücken und C = dunkelgraue Rücken. Die Farben wurden noch einmal in Punktware eingeteilt: Ohne Punkt = ganz reinfarbige Rücken, Ein-Punkt = nicht ganz reine Farbe, Zwei-Punkt = leicht streifig. Die Felle wurden in Zimmer (40 Stück) sortiert, wobei jeweils 5 Zimmer für ein Mantelsortiment zusammengestellt wurden. Zusätzlich wurde das Herkommen angegeben. 1929 übernahmen dann die russischen Fehzurichtungen diese Sortimentsaufteilung.
Fehtafeln werden heute in folgenden Größen geliefert:
russisch-sibirische Herkommen = 80 × 115 Zentimeter (2 Tafeln entsprechen einem Futter)
chinesische Herkommen = 60 × 115 Zentimeter (5 Tafeln = 2 Futter)
Fehrückenfutter werden zwei- oder dreiteilig angeboten, die Rücken jeweils in Zeilen und Bahnen neben- und übereinander angeordnet.
Fehwammenfutter werden entweder normal (wie Fehrücken) oder als „Vintom“ (englisch: row, Russisch: rjad) halbfellig, schraubenförmig diagonal, gearbeitet. An den weißen Bauchteilen wird immer ein mehr oder weniger breiter Teil der dunklen Fellseiten belassen. Auch sonst werden die Wammen meist „halbfellig“ zusammengesetzt, das heißt in rechte und linke Bauchhälften getrennt, die Tafeln und Futter davon werden immer paarweise gehandelt. Gelegentlich kommen auch Futter aus ganzen Fellen auf den Markt (Ganzfeh), früher befand sich an den zu Säcken genähten Futtern mitunter an jedem Fellrücken noch ein Stück vom Schweif.
Im Jahr 1965 wurde der Fellverbrauch für eine für einen Fehrückenmantel ausreichende Felltafel mit bis zu 240 Fehrücken angegeben (sogenanntes Mantel-„Body“). Zugrundegelegt wurde eine Tafel mit einer Länge von 112 Zentimetern und einer durchschnittlichen Breite von 150 Zentimetern und einem zusätzlichen Ärmelteil. Das entspricht etwa einem Fellmaterial für einen leicht ausgestellten Mantel der Konfektionsgröße 46 des Jahres 2014. Die Höchst- und Mindest-Fellzahlen können sich durch die unterschiedlichen Größen der Geschlechter der Tiere, die Altersstufen sowie deren Herkunft ergeben. Je nach Pelzart wirken sich die drei Faktoren unterschiedlich stark aus.
Der New Yorker Kürschner Arthur Samet bildete in seinem 1970 erschienenen Fachbuch die Lederseite eines Fehrückenfutters ab, das mit dem „Nierenberg cut“ (Nierenberg-Schnitt) hergestellt wurde. Diese Verarbeitung stammte aus Moskau und war von dort nach Amerika gekommen. Der Amerikaner Lou Nierenberg hatte damit den Materialverbrauch für eine Futtertafel reduziert. Die Methode eignete sich für große Fehrücken und ergab ein vierzeiliges Futter, in diesem Fall aus 56 Rücken, in zum Kopf zeigenden Winkeln übereinander gesetzt (42 × 45 Inches). Die Rücken sind in der Art gearbeitet, dass zum Pumpf hin jeweils Keile bis in etwa ein Drittel der Felllänge herausgenommen wurden, mit denen die dort große Weite zu einer rechteckigen Form verringert wurde. In der untersten Fellzeile erfolgte die Weitenverringerung durch einen Auslass-Schnitt in A-Form. Zum Vergleich zeigte er ein Futter „wie es in Russland seit vielen Jahre in Gebrauch ist“, ohne die zusätzlichen Schnitte, aus 60 Fellen in fünf Zeilen, auch fünf Zeilen mit 50 Fellen waren üblich (29 × 42 Inches).
Auch sämtliche Abfälle, wie Stirnen, Pümpfe, Kehlen und Köpfe werden zu Tafeln zusammengenäht. Daneben gibt es Halsfutter, Genick- und Kopffutter sowie „Obljastschatij“. Letztgenannte bestehen aus ganzen Sommerfellen oder kurzen Podpals (Felle mit grünlichem Leder). Die Pinselohren wurden früher schwarzgefärbt und dienten als Abschluss für die künstlichen Hermelinschweife, vor allem für Hermelinmuffen, Pelzschals und -mützen. Ein Fellhändler berichtete aus der Zeit vor Ende des 19. Jahrhunderts von einem Geschäft, bei dem es angeblich anders gelaufen ist, „von einem originellen aber einmaligen Großauftrag auf Köpfe geringer Sorten von Fehfellen, die er in Rußland kostenlos abschneiden lassen konnte, wobei die Körper weggeworfen wurden. Eine plötzlich aufkommende Modelaune wollte für Hutputz nur die Ohren“.
Zur Pelzstückenverarbeitung siehe auch den Artikel Pelzreste, für das, zeitweilig sogar von Spezialfirmen ausgeübte Herstellen von künstlichen Feh- und Hermelinschweifen, siehe den Artikel Schweifdrehen.
Insbesondere die lebhaften Fehwammentafeln werden heute meist zu Innenfuttern verarbeitet, die Rücken auch zu allen Arten von Großkonfektion, vor allem aber zu Besätzen, Verbrämungen und Pelzaccessoires.
Das Leder ist besonders zügig (im feuchten Zustand dehnbar). Für einen einfachen Fehmantel werden, je nach Modell und Mode, ca. 80 Fehfelle benötigt, meist werden jedoch das Rückenfell und das Bauchfell getrennt verarbeitet. Eine Leipziger Innungs-Chronik aus dem Jahr 1732 veranschlagt für ein Innenfutter 180 Fehrücken in acht Zeilen.

Feh-Veredlungen- und -Verarbeitungen
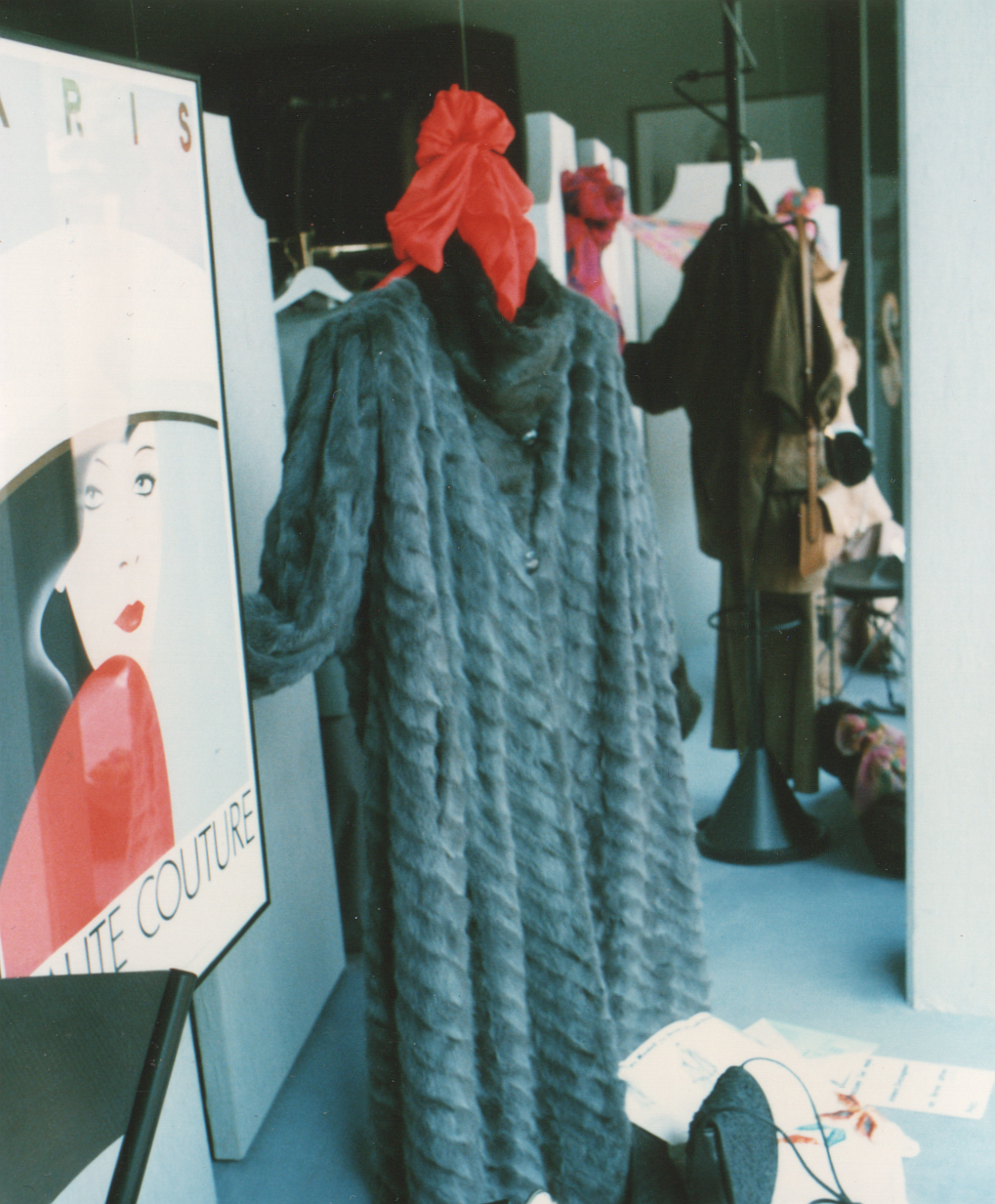
Mantel aus gefärbten Vintom-Fehwammen, im Schaufenster eines Gütersloher Kürschners (1989)
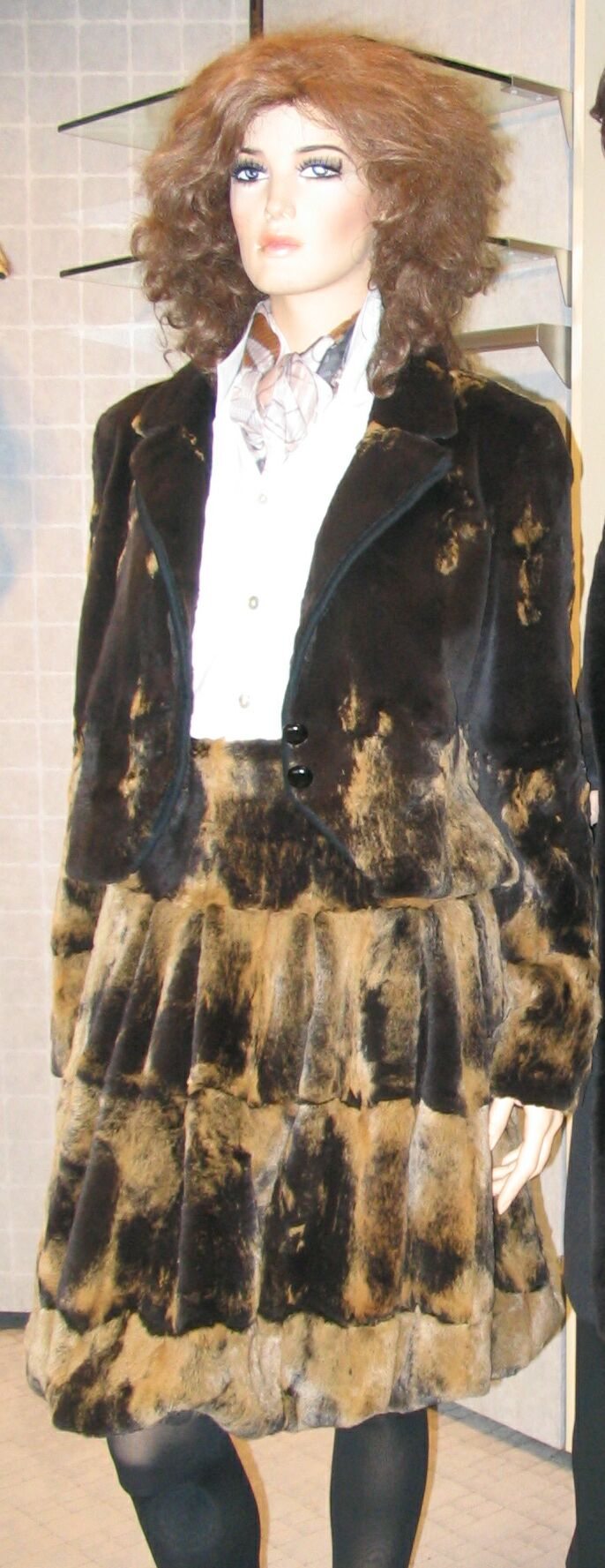
Kostüm aus gefärbten und geschorenen Fehrückenfellen (Pelzmodelle Kuhn, Düsseldorf 2007)
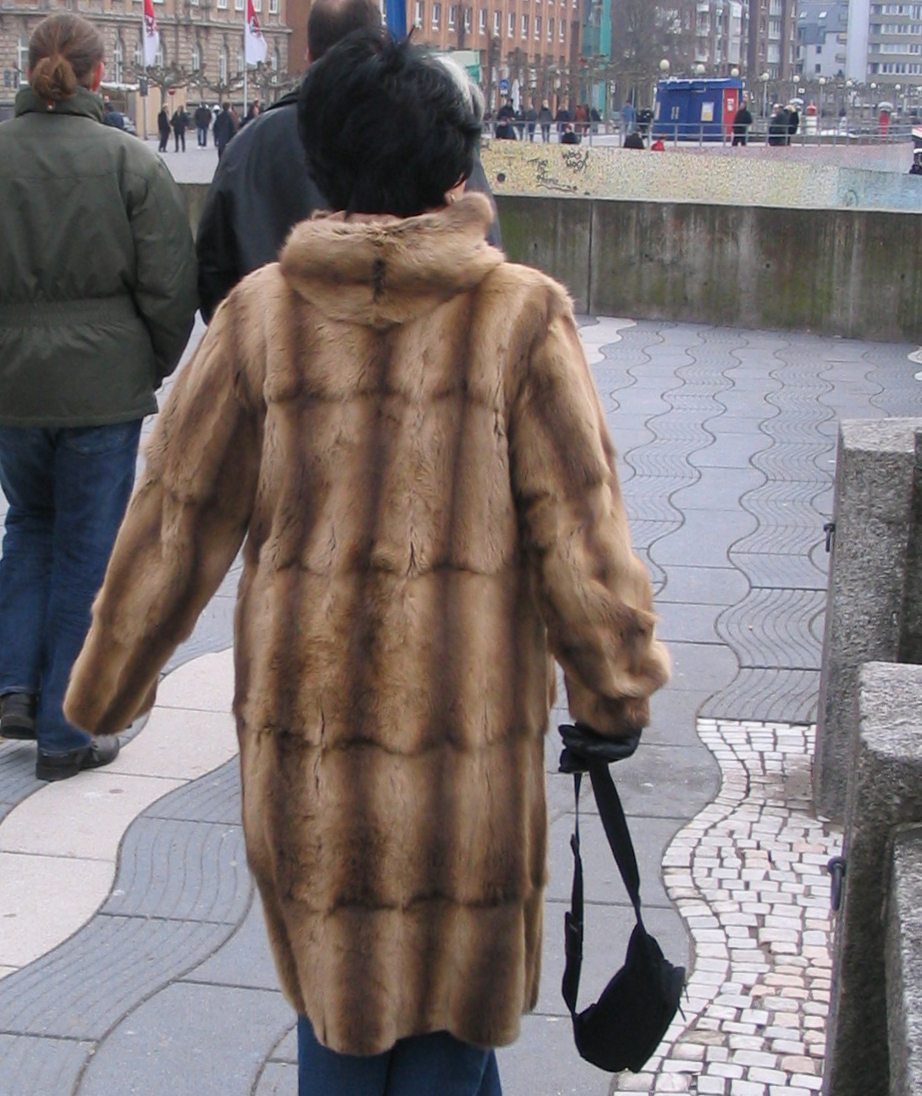
Mantel aus gebleichten, gefärbten Fehrücken (2011)

## Zahlen, Fakten
- Um 1600?, Zitat: … und Sibirien wurde das gelobte Land, wohin man in den ersten Jahrzehnten ausschließlich zur Zobeljagd und zur Ausbeutung des Pelzreichtums zog. – In den späteren Jahren kamen die „Verschickten“ hinzu, die durch Pelztierfang ihre Strafe abzubüßen hatten. Die Anzahl der zu jagenden und an den Staat abzuliefernden Pelzfelle betrug z. B. auf Kamtschatka jährlich 5 Zobel, 50 Feh-, 2 Fuchs- und 24 Hermelinfelle pro Kopf der „Verschickten“.[40]

- Um 1700, Zitat: Darüber hinaus übernahmen die Tartaren der Krim als sie noch unter türkischer Oberhoheit standen, die Vermittlung von russischem Pelzwerk nach Romelien, Konstantinopel, den griechischen Inseln, Trapezunt, Sinope, Amasia, Heraclea und den anderen Städten Anatoliens. So belief sich z. B. die durchschnittliche Jahreseinfuhr von Pelzwerk in Sinope auf 200 Fuchspelze von geringer mittlerer Qualität zu 25-26 Piaster, weiter 100 Fuchspelze von mittlerer Qualität zu 35-40 Piaster, 20-25 Marderpelze zu 100-120 Piaster, 300-400 Pelze von Eichhörnchen nach der verschiedenen Güte zu 16-22 Piaster u. v. a. m. (1 Piaster = 3 französische Livres).[41]

- 1775 erließ die russische Regierung zur Förderung des Güteraustausches mit den Schwarzmeergebieten genaue Anweisungen mit gleichzeitiger Bekanntmachung der dort geltenden Warenpreise und der wahrscheinlichen Gewinnspanne, die bei der Ausfuhr von Russland nach dort bzw. nach Konstantinopel zu erzielen sei. Für Feh wurde folgendes angegeben: Weiße sibirische Eichhorn-Felle oder Grauwerk das Tausend bei einem Preis von 265 Rubel bis Taganrok; abzüglich aller Kosten bis zum Verkauf der Ware in Konstantinopel zu 340 Rubel, ergab einen Gewinn von 53,91½ Rubel. Schwarzes Nertschinskisches Grauwerk erbrachte einen Nutzen von 52 Rubel. Das Tausend kostete in Taganrok 140 Rubel, verkauft wurde es in Konstantinopel zu 210 Rubel.[42]

Zur Erfüllung seiner Subsidienverpflichtung an Österreich schickte der russische Staat neben anderen Pelzwaren auch 337.325 Eichhornfelle im Wert von 6744 Rubel nach Wien.
- 1786 brachte Nathan Chaim aus Szklów (Schklou) zur Michaelismesse in Leipzig 40 Wagen mit Fehwammen und Rauchwerk.[44]

- 1813 bis 1840; 1836-1837; 1838 bis 1841

Zitat Jos. Klein, 1906, zu den nachfolgenden drei Tabellen:
Man hat das sibirische Grauwerk zu unterscheiden in westsibirisches und ostsibirisches. Ersteres, das wohlfeilere, geht meistens nach Europa und zwar hauptsächlich über Radziwilow nach Leipzig, wo es einen eigenen Artikel im Pelzhandel bildet, ausserdem ist die Verschiffung aus dem Hafen von St. Petersburg grösstenteils nach England nicht unbedeutend. Tabelle VI giebt diese Ausfuhr für die Jahre 1838-1841 an und zeigt zugleich, wie ganz unbedeutend die Quantität der von hier verführten Zobel war. Die Gesamtausfuhr von Grauwerk nach Europa belief sich auf etwa 2 - 3.000.000 Felle.v. Baer S. 162 Das ostsibirische teurere Grauwerk wird von den Chinesen gekauft. Tabelle VII giebt eine Uebersicht der Eichhorn-Felle, die in den Jahren 1813-1840 über Kjachta nach China versandt wurden, wobeiaus Tabelle VII die einzelnen Sortierungen des Grauwerks, die 1836 und 1837 nach Kjachta expedirt wurden, erläuternd zu vergleichen sind. Setzen wir die Ausfuhr nach China auf rund 4.000.000 Felle an, so belief sich also der gesamte Export auf 8 - 10.000.000 Grauwerkfelle. Der inländische Verbrauch war ebenfalls ausserordentlich stark und überschritt den Absatz ins Ausland bedeutend und ist wenigstens auf 8 - 10.000.000 Felle zu berechnen. Demgemäss betrug der Gesamtertrag der Jagd auf Grauwerk reichlich 15.000.000 Felle. Das Grauwerk von West-Sibirien war durchschnittlich 75 R.S. die 1000 Stück wert, bedeutend teurer würde nach Abzug der hohen Transportkosten auf etwa 100 R.S. die 1000 Stück anzusetzen sein: also hätten wir für Grauwerk die runde Summe von 1.500.000 R.S. durchschnittliche jährliche Einnahmen.
```
  Zobelwert = rund       200 R. S. = 30 :  2 = 15 : 1
  Grauwerk  =      1.500.000 R. S. = 30 : 15 =  2 : 1
  
Das Eichhörnchen lieferte also gut die Hälfte zu dem Geldwert des sibirischen Pelzhandels, der Zobel nur den 15ten Teil.
[
46
]
```

| Ausfuhr von Grauwerk über Kjachta nach China | Ausfuhr von Grauwerk über Kjachta nach China |
| Jahr                                         | Eichhorn-Felle                               |
| -------------------------------------------- | -------------------------------------------- |
| 1813                                         | 5.267.236                                    |
| 1820                                         | 4.238.138                                    |
| 1830                                         | 3.182.577                                    |
| 1836                                         | 4.114.140                                    |
| 1837                                         | 2.931.347                                    |
| 1839                                         | 3.717.781                                    |
| 1840                                         | 4.344.140                                    |

| Ausfuhr von Grauwerk über Kjachta nach einzelnen Sortierungen                                    | Ausfuhr von Grauwerk über Kjachta nach einzelnen Sortierungen | Ausfuhr von Grauwerk über Kjachta nach einzelnen Sortierungen |
|                                                                                                  | 1836                                                          | 1837                                                          |
| ------------------------------------------------------------------------------------------------ | ------------------------------------------------------------- | ------------------------------------------------------------- |
| Syrjänka                                                                                         | 816.100                                                       | 381.592                                                       |
| vom Irtysch                                                                                      | 247.547                                                       | -                                                             |
| Obisches                                                                                         | 165.211                                                       | -                                                             |
| Kusnezkisches                                                                                    | –                                                             | 10.346                                                        |
| Teleutka                                                                                         | 1.000                                                         | 40                                                            |
| Jennisseisches                                                                                   | 229.792                                                       | 90.320                                                        |
| Krasnojarskaja                                                                                   | 14.784                                                        | -                                                             |
| Nischneudinskaja                                                                                 | 2.595                                                         | 7.207                                                         |
| Irkutskisches                                                                                    | 6.552                                                         | -                                                             |
| Lenskaja und Angarskaja                                                                          | 1.448.859                                                     | 1.483.672                                                     |
| Jakutskisches und Olekminskisches                                                                | 577.734                                                       | 542.738                                                       |
| Ochotskisches                                                                                    | 120                                                           | -                                                             |
| Transbaikalisches                                                                                | 593.089                                                       | 476.727                                                       |
| Jede Untersortierung hat ihren Namen vorzüglich von dem Flusse, an dem sie der Aufkäufer erhält. |                                                               |                                                               |

| Ausfuhr an Pelzwerk aus dem Hafen von St. Petersburg | Ausfuhr an Pelzwerk aus dem Hafen von St. Petersburg | Ausfuhr an Pelzwerk aus dem Hafen von St. Petersburg | Ausfuhr an Pelzwerk aus dem Hafen von St. Petersburg | Ausfuhr an Pelzwerk aus dem Hafen von St. Petersburg |
| Fellart                                              | 1838                                                 | 1839                                                 | 1840                                                 | 1841                                                 |
| ---------------------------------------------------- | ---------------------------------------------------- | ---------------------------------------------------- | ---------------------------------------------------- | ---------------------------------------------------- |
| Eichhorn-Felle                                       | 380.060                                              | 2.010.266                                            | 674.506                                              | 1.080.347                                            |
| Eichhorn-Schwänze                                    | 1.796.012                                            | 1.856.849                                            | 2.330.950                                            | 1.955.345                                            |
| Hasen, graue                                         | 44.650                                               | 91.819                                               | 128.610                                              | 39.367                                               |
| Hasen, weiße                                         | 8.900                                                | –                                                    | 6.000                                                | 27.120                                               |
| Hermeline                                            | 45.320                                               | 56.680                                               | 18.193                                               | 65.130                                               |
| Katzen                                               | 411                                                  | 1.164                                                | 1.246                                                | -                                                    |
| Dachse                                               | 154                                                  | 1.961                                                | 1.679                                                | 541                                                  |
| Zobel                                                | 710                                                  | 53                                                   | 30                                                   | -                                                    |

- Nach 1918, nach Ende des Ersten Weltkriegs zahlte man 12 bis 14 Mark für beste und reinste Fehfelle. Als Russland wieder zu liefern begann, fiel der Preis auf 2 bis 2,50 Mark das Fell. Um 1936 kam das leichtere finnische und norwegische Material nach Deutschland, aber immer nur in Mengen von ein paar tausend Stück. Der Handel wandte sein Interesse wegen der gestiegenen Nachfrage daher den Tiroler und österreichischen Eichhörnchen zu, die früher nie beachtet worden waren. „Plötzlich wurden sie ein Wertobjekt, etwa 50 bis 60 Pfennig bezahlte man für rohe Ware, die in Quantitäten auf den Markt kam. Sie mußte auf Nerz und Zobel gefärbt werden, weil sie naturell nicht zu verarbeiten waren und bildete einen guten Mantelschmuck, auch zu Mänteln formte man die beste Qualität“ (bis zum Beginn des Zweiten Weltkriegs).[16]
- 1926/27 und (1925/26) exportierte Russland 8.582.760 (10.389.059) ungegerbte, und 11.088 (16.807) zugerichtete Eichhörnchenfelle.[50]
- 1929 kosteten naturfarbene Fehrückenfutter bester Qualität 1200 bis 1500 Mark, beste naturelle Fehwammentafeln 180 bis 200 Mark.[50]
- 1931 bezahlte man für einen Fehmantel (Fehrücken) in durchschnittlicher Qualität in Deutschland um die 3000 Mark. Im Vergleich dazu kostete ein Mantel aus Fehkanin (fehfarbig gefärbtes Kaninfell) durchschnittlich 600 Mark.[51]
- Vor 1944 betrug der Höchstpreis für Ganzfeh natur oder gefärbt 5,50 RM, für Fehrücken 5,- RM.[52]
- 1986 betrug das russische Auktionsangebot 1,1 Millionen Felle und 9000 Fehfutter-Tafeln.[25]
- 1987 waren es 0,8 Millionen Felle und 4500 Futter.[25]
- 1988 betrug der jährliche Anfall mehrere Millionen Fehfelle, von den drei Viertel aus Sibirien kamen, ein Viertel aus dem restlichen Russland.[25]

Der Anfall an Fellen nordamerikanischer Eichhörnchen schwankte zu der Zeit zwischen 1 und 3 Millionen, von denen etwa 300.000 aus Kanada kamen.